# Biserica Barnovschi
Biserica „Adormirea Maicii Domnului” - Barnovschi este o biserică creștin-ortodoxă din municipiul Iași, care a fost construită în prima jumătate a secolului al XVII-lea, ctitorul ei fiind domnitorul Miron Barnovschi-Movilă al Moldovei (1626-1629, aprilie - iulie 1633). Construcția sa a început în anul 1627, iar în 1633 nu era încă finalizată. Biserica este situată în centrul orașului Iași, pe str. Ghica Vodă nr. 26, în spatele sediului Poliției Municipale.
Ansamblul Mănăstirii Barnovschi a fost inclus pe Lista monumentelor istorice din județul Iași din anul 2015, având codul de clasificare cod LMI IS-II-a-A-03907 și fiind alcătuit din următoarele 4 obiective:
- Biserica „Adormirea Maicii Domnului” - Barnovschi, datând din anul 1628, având codul IS-II-m-A-03907.01
- Casa egumenească (beciuri) - datând din anul 1786, având codul IS-II-m-A-03907.02
- Ruine de chilii - datând din sec. XVII, având codul IS-II-m-A-03907.03
- Turnul clopotniță - datând din sec. XVII, având codul IS-II-m-A-03907.04

## Istoric

### Fondarea Mănăstirii Barnovschi

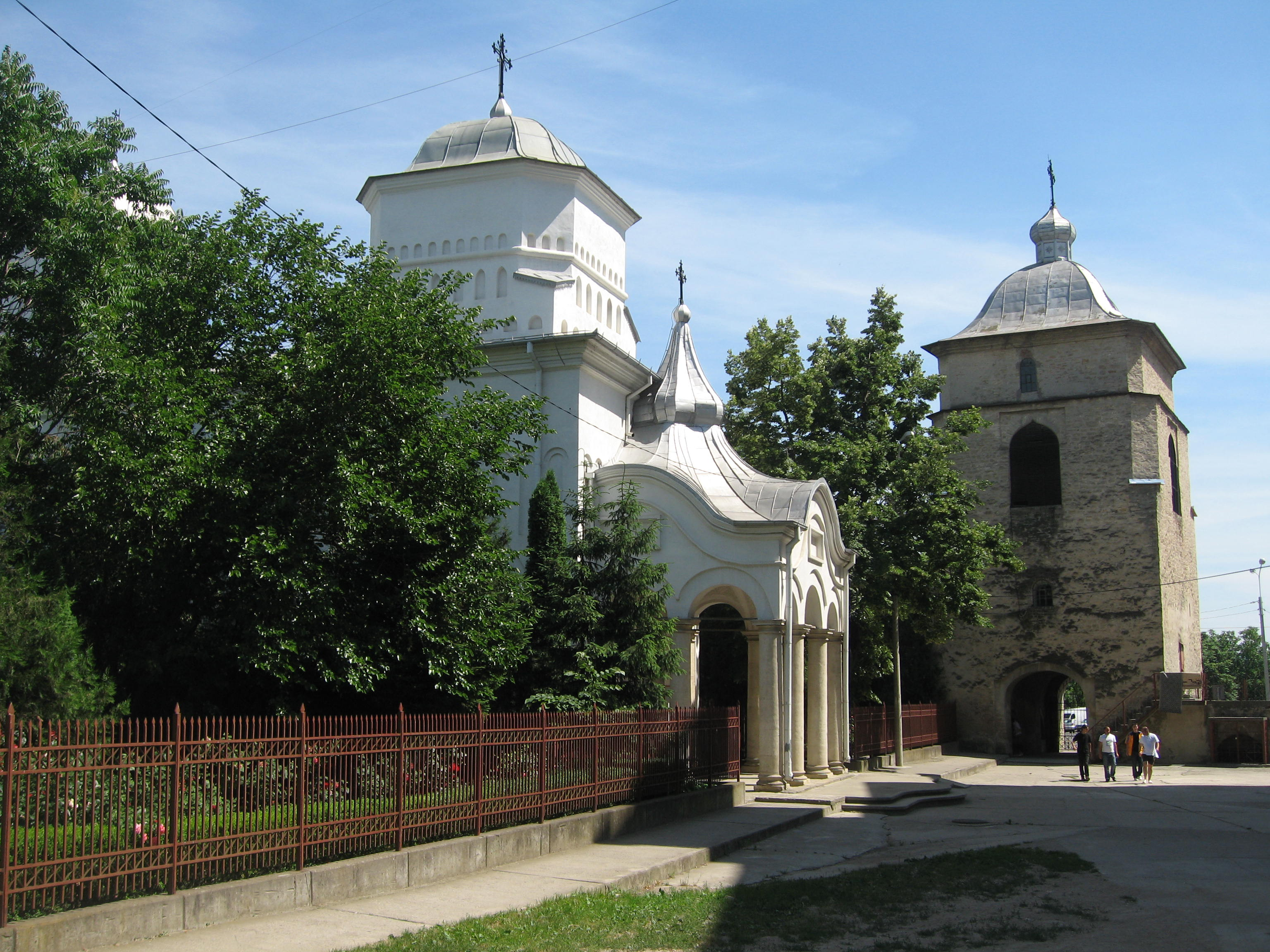
Biserica și turnul clopotniță

Prima mărturie despre Mănăstirea Barnovschi o avem de la cronicarul Miron Costin care a lăudat osârdia și strădania binecredinciosului voievod Miron Barnovschi-Movilă de a ridica noi locașuri bisericești. Acesta a ridicat Mănăstirea Bârnova din apropierea orașului Iași, precum și Mănăstirea Hangu din Munții Neamțului, arătând o deosebită grijă față de Mănăstirea Dragomirna, ctitorită de mitropolitul Anastasie Crimca.
După cum scrie Miron Costin, domnitorul Barnovschi 
„Mănăstiri și beserici câte au făcutŭ, așea în scurtă vréme, nice unu domnŭ n-au făcutŭ. Făcut-au alți domni și mai multe, iară cu mai îndelungate vrémi, în 40 de ani unii, alții în 20 de ani, iară elŭ în trei ani. Mănăstirea în oraș aicea, ce să dzice Svinta Mariia, și Hangul la munte, și Dragormirna lângă Suceavă au fârșit și au urdzit și Bârnova pre numele său, supt dealul Pietrăria lângă Iași și au istovită și beserică acea mare în Liov în târgă, unde este și chipul lui scris.”—Miron Costin - Letopisețul Țărîi Moldovei 
În altă parte, același cronicar scrie: 
„Și au fârșitŭ mănăstirea mare în dricul orașului Iéșilor întâi, ce să dzice Sfânta Mariia, și apoi mănăstirea anume Hangul, în munți, den pajiște, și Dragomirna au fârșit iară el, urdzită de Crimca mitropolitul, aproape de orașul Sucevei, așijderè și Bârnova, lângă Iași, care apoi au fârșit-oă Dabijè-vodă, fără beséreci în multe locuri, și beserică lui Sfetii Ioanŭ, iară aicea în orașŭ, de îmmă-sa făcută.”—Miron Costin - Letopisețul Țărîi Moldovei 
Pisania bisericii nu s-a păstrat, dar un document din 9 mai 1627 indică în mod clar că domnitorul Miron Barnovschi a început în acel an să construiască biserica cu hramul Adormirea Maicii Domnului. În același act se precizează că mănăstirea a fost închinată de către ctitor la sfânta și marea biserică din Cetatea Ierusalimului (...) unde este începutul și capul și întărirea credinții noastre. Istoricul ieșean N.A. Bogdan a văzut la începutul secolului al XX-lea o inscripție în limba greacă deasupra ușii de intrare în pridvor, în care era precizat anul 1627 ca an al începerii construcției. De asemenea, acest an apărea și pe cele două portrete ale ctitorului din biserică. Alături de domnitor, și mama sa Elena (călugărită sub numele de Elisabeta) a fost considerată drept ctitor al mănăstirii.
Conform unui act de danie din 9 decembrie 1627, domnitorul Miron Barnovschi-Movilă a dăruit satele Toporăuți din Ținutul Cernăuți (astăzi aflate în regiunea Cernăuți a Ucrainei) și Șipote (azi în județul Iași) Mănăstirii „Adormirea Maicii Domnului” din Iași (Mănăstirea Barnovschi), închinând mănăstirea cu toate posesiunile sale la Ierusalim. Documentul specifica următoarele: și iarăși călugării de la acea sfântă mănăstire să n-aibă a pune acolo un dregător de la ei, ci să pună să fie un dregător de acolo și dacă se va întâmpla moarte acelui dregător, atunci iarăși sătenii de acolo să-și pună alt dregător care le va fi voia și pentru podvoade încă să aducă numai o dată pe an până la Iași, iar ce va fi acolo secară și grână și pâine, iar ei să aibă a le vinde acolo și banii să trimită la egumen, ca să aibă a trimite la sfânta marea biserică din Ierusalim. În prezent, manuscrisul original se află în inventarul Complexului Muzeal Bucovina din municipiul Suceava.
Aceste danii sunt confirmate de cronicarul Miron Costin în letopisețul său: 
„El au lăsat moșiia sa, Toporăuții, sat la Cernăuți și Șipotele, la Hârlău, cu afurisănie a patru patriarși mănăstirii sale Sfintei Măriei den târgŭ den Ieși, întâi cu țara să nu hie la alte dări, fără numai la birŭ.”—Miron Costin - Letopisețul Țărîi Moldovei 
În iulie 1629, domnitorul Miron Barnovschi-Movilă a trebuit să plece din țară, fugind în Polonia, astfel că lucrările de construcție ale mănăstirii din Iași au fost încetinite sau chiar oprite. A fost chemat la Istanbul la 27 aprilie 1633 sub pretextul că i se va da domnia Moldovei, dar a fost arestat acolo în iunie 1633 și trimis la închisoare. Miron Costin precizează că vornicul Vasile Lupu le-a spus turcilor că Barnovschi va da țara pe mâna leșilor.
În testamentul său din 22 iunie 1633, scris la Constantinopol, fostul domnitor al Moldovei menționa că Biserica Adormirea Maicii Domnului din Iași nu era terminată de construit. El a dat dispoziții executorilor săi testamentari (postelnicul Iancu Costin, tatăl cronicarului Miron Costin, și marele logofăt Matei Gavrilaș) să-i vândă proprietățile sale din Polonia și cu banii obținuți să finalizeze construcția Bisericii Adormirea Maicii Domnului din Iași, a Bisericii „Sf. Ioan Botezătorul” din Iași și a bisericilor din Toporăuți și Liov.
Fostul domnitor a cerut să fie înmormântat la Mănăstirea Dragomirna, finalizată în timpul domniei sale. El a fost decapitat la 2 iulie 1633. Moartea sa este prezentată de contemporani ca fiind însoțită de evenimente stranii. Miron Costin menționează că în aceeași zi, calul domnitorului s-a trântit jos și a murit pe loc, iar în noaptea următoare câteva mii de case din Istanbul au ars într-un incendiu. O altă legendă spune că în ziua decapitării lui Miron Barnovschi, pe portretul său din Biserica Adormirea Maicii Domnului din Iași s-ar fi produs o fisură adâncă.
Tot Miron Costin precizează că Vasile Lupu i-a adus trupul neînsuflețit în țară, fără a preciza unde l-a îngropat. După cum scrie în cronică, trupul după perire au stătutŭ înaintea curții împărătești pănă îndesară. Apoi, au învățat veziriul să sloboadză un boier in, care va hi fostŭ chihaia lui, care slujbă să prinde la turci, cum este postelniciia cea mare la noi în țară. Deci, au slobodzit pre Costin postelnicul, care era postelnic mare la Barnovschii-vodă. Au mărsŭ și au luat oasele dinaintea curții și le-au dus la patrierșie și acolea pre scurtŭ, pre cât au lăsat vremea de atuncea, l-au astrucat în patrierșie, în céiași noapte. Și de acolo apoi Vasilie-vodă spunŭ să hie adus oasele aicea în țară.
Arhidiaconul Paul de Alep (secretarul Patriarhului Macarie al Antiohiei) susține însă că ar fi fost înmormântat în prima încăpere a Bisericii Adormirea Maicii Domnului, în care au fost înmormântați și mai mulți boieri (tradiția menționând pe hatmanul Velicico Costin, pe cronicarul Nicolae Costin și pe spătarul Iordache Cantacuzino). În anul 1998, s-au efectuat o serie de săpături arheologice în biserică, fiind descoperită, sub pardoseala din mijlocul naosului, o criptă boltită, din cărămidă, conținând oseminte despre care se crede că ar fi ale domnitorului Barnovschi.

### Perioada de glorie a mănăstirii
Închinată de către ctitor Patriarhiei Ierusalimului, Mănăstirea Barnovschi a devenit reședința oficială a patriarhilor din Orientul ortodox aflați în trecere prin Moldova. În pomelnicul bisericii scris pe lemn și recopiat la 14 februarie 1835 pe lângă domnitorii Moldovei care au sprijinit biserica (Miron Barnovschi, Alexandru Coconul, Moise Movilă și Vasile Lupu) și ale boierilor binefăcători, sunt trecute numele a 19 patriarhi ai Ierusalimului.
Mănăstirea Barnovschi a fost administrată de către călugări greci până la secularizarea averilor mănăstirești (1863) din timpul domniei lui Alexandru Ioan Cuza. După cum precizează N.A. Bogdan, mănăstirea a fost înzestrată cu șapte moșii: Șipote (din jud. Iași) de peste 2.000 fălci, Bârzești și Muntenii de Jos (jud. Vaslui), Ivăncăuți (jud. Dorohoi), precum și cu vii de pe dealul Bucium, case și locuri cu bezmăne.
În curtea mănăstirii au fost construite chilii, case egumenești, beciuri și alte anexe utile pentru călugări, dar și pentru oaspeții de rang înalt ai mănăstirii. Deoarece se degradaseră în timp, casele egumenești au fost complet refăcute în jurul anului 1786 de către arhimandritul Iacov.
Prin anul 1724 exista în curtea mănăstirii o școală domnească în limba greacă, pentru copii marilor familii boierești, care a funcționat o lungă perioadă. Aceasta fusese mutată aici după incendiul din 1723, fiind mutată ulterior, prin 1762, lângă Mitropolie.
În decursul timpului, biserica a fost restaurată de mai multe ori, mai precis în anii 1786, 1836 și 1880. În secolul al XVIII-lea a fost construit pridvorul deschis în stil baroc. În urma incendiului din 1836, care a mistuit o parte mare a orașului, a fost înlocuit acoperișul de olane refăcut de Vasile Lupu în urma unui alt incendiu cu un acoperiș de tinichea.

### Biserică parohială
Prin Legea secularizării averilor mănăstirești din decembrie 1863, Mănăstirea Barnovschi a fost desființată, și-a pierdut proprietățile, iar călugării greci au părăsit-o. Ea a devenit biserică de parohie, având ca filie Biserica Sf. Lazăr.
Cu timpul, construcțiile din incinta sa s-au deteriorat, clădirile anexe fiind demolate prin Planul de sistematizare a Centrului Civic al Iașului, din anul 1983. Au scăpat de buldozerele regimului comunist biserica, turnul-clopotniță și un beci lipit de acesta. Pe locul acestora au fost construite blocuri și un parc. Construirea noilor edificii a afectat structura de rezistență a bisericii, ca și acoperișul acesteia.
Între anii 1994-2004, Biserica Barnovschi a fost consolidată și restaurată pe interior și pe exterior, cu fonduri alocate de Ministerul Culturii și Cultelor, dar și cu asistență UNESCO. Recepția lucrării a avut loc la 4 august 2004, în prezența ministrului culturii și cultelor, prof. dr. acad. Răzvan Theodorescu.
În prezent, Biserica Barnovschi are două hramuri:
- Adormirea Maicii Domnului (15 august)
- Sfinții Ioachim și Ana (9 septembrie)

### Parohi
Printre preoții care au slujit aici este de menționat:
- pr. iconom stavrofor Scarlat Porcescu (n. 10 decembrie 1911, Porcești, azi Moldoveni, jud. Roman – d. 3 decembrie 1991, Iași) - paroh între anii 1952-1958. A studiat la Seminarul „Sf. Gheorghe” din Roman (1923-1931), Facultatea de Teologie din Cernăuți (1931-1935) și Facultatea de Litere și Filosofie din Iași (1943-1947). A activat ca pedagog la Seminarul din Roman (1933-1939), profesor la Școala normală din Focșani (1939-1941), profesor la Seminarul din Roman (1941-1943, 1945-1947), profesor și director la Seminarul din Galați (1943-1945), profesor și director la Seminarul „Veniamin” din Iași (1947-1948), profesor la Școala de cântăreți bisericești a Arhiepiscopiei Iașilor (1948-1952). A fost hirotonit ca preot pe seama Catedralei Episcopale din Roman (1939) și ridicat la rangul de iconom stavrofor (1945). Activează apoi ca preot paroh la bisericile „Barnovschi” (1952-1958) și „Toma Cozma” din Iași (1958-1977). În paralel cu activitatea pastorală, a îndeplinit și funcțiile de consilier administrativ cultural (1952-1969) și vicar administrativ (1969-1977) al Arhiepiscopiei Iașilor, precum și pe cea de redactor al revistei „Mitropolia Moldovei și Sucevei” (1954-1977).

## Biserica „Adormirea Maicii Domnului”

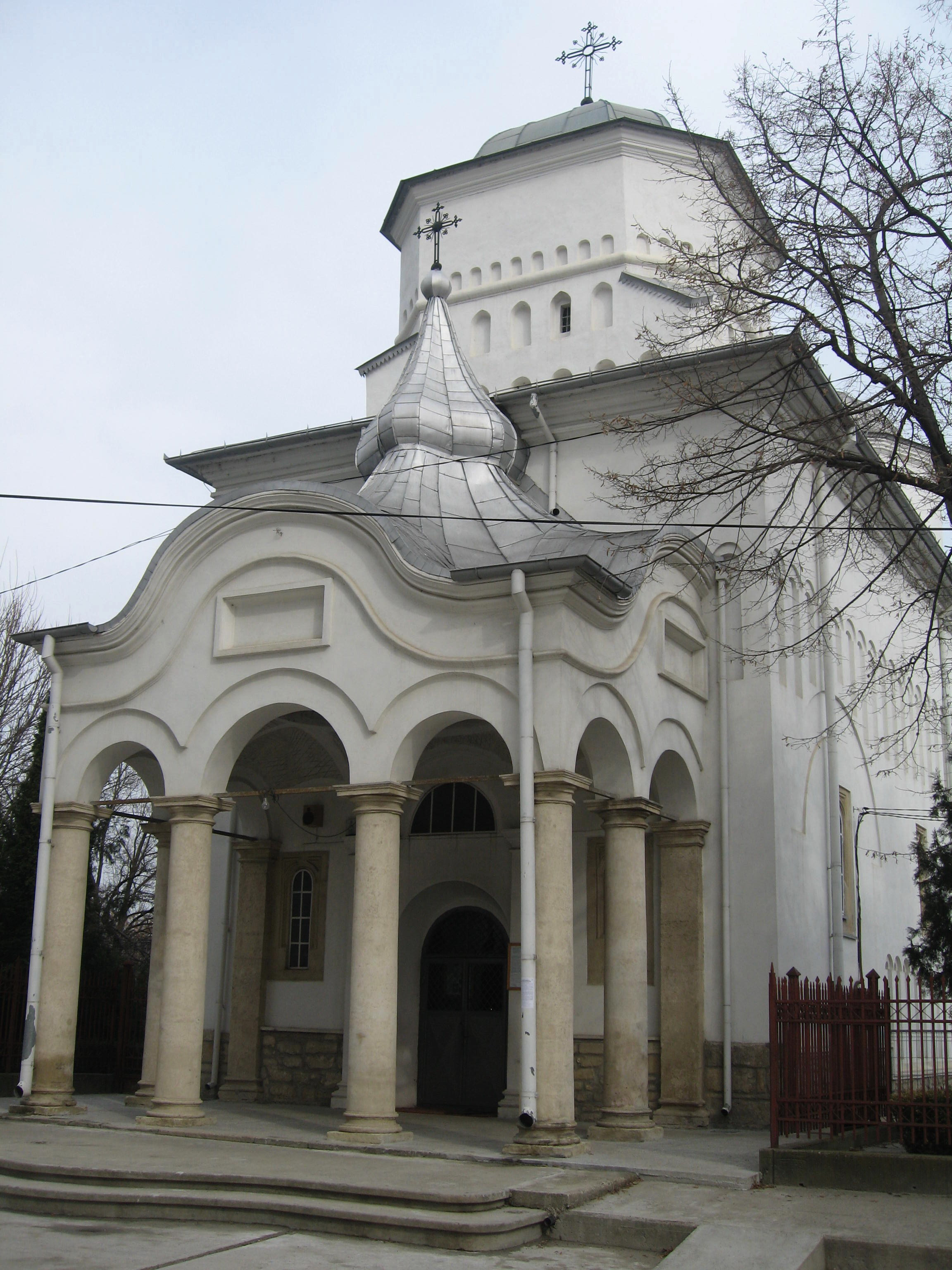
Pridvorul deschis al bisericii

### Arhitectura
Ca urmare a refacerilor din cele aproape patru secole trecute de la construirea bisericii, este greu de spus cât din biserica actuală se aseamănă cu cea construită în vremea lui Miron Barnovschi-Movilă.
Biserica are plan pseudotrilobat, având abside laterale dreptunghiulare sprijinite de contraforturi unite printr-un arc de zidărie ce se ridică până deasupra ferestrelor. Pe fațadă, se află două rânduri de ocnițe alungite, unele dedesubt și altele deasupra ferestrelor. La rândul lor, ferestrele au chenare dreptunghiulare, cu muluri.
După descrierea lui Paul de Alep, edificiul avea inițial patru încăperi: pridvorul închis, pronaosul, naosul și altarul. În secolul al XVIII-lea, în fața pridvorului închis a fost adăugat un pridvor deschis, construit în stil baroc. Inițial, pronaosul era separat de naos prin arcade și coloane care au fost demolate pentru a mări spațiul din biserică. Deasupra bisericii se află două turle. Turla aflată deasupra naosului este fără bază și are forma unei prisme cu 12 laturi, deasupra ferestrelor aflându-se un brâu torsadă și un rând de ocnițe mici. Deasupra pridvorului închis se află o altă turlă de formă prismatică, cu muchiile teșite, care este înconjurată de câte un rând de ocnițe deasupra ferestrelor și unul dedesubt.
În urma incendiului din 1836, care a mistuit o parte mare a orașului, a fost înlocuit acoperișul de olane refăcut de Vasile Lupu în urma unui alt incendiu cu un acoperiș de tinichea.

### Iconografia
Biserica a fost pictată, după cum semnala Paul de Alep la 1653. Episcopul Melchisedec Ștefănescu a cercetat biserica înainte de 1885, menționând existența în pridvor a portretelor lui Miron Barnovschi și a mamei sale, Elisabeta, ținând biserica în mâini. În pronaos pe peretele nordic se afla pictat portretul ctitorului, iar pe peretele sudic portretul mamei sale. Sub aceste portrete se aflau inscripții în limba greacă. Astfel, sub portretul domnitorului se afla următoarea inscripție: În veci pomenitul Miron Barnovschi Voievod, ctitorul acestei sfinte mănăstiri cu hramul Adormirea Maicii Domnului, în anul 1627, iar sub cel al mamei sale scria: În veci pomenita mama lui Elena Doamna și pentru dumnezeiasca și îngereasca schimă schimbându-și numele în Elisbeta monahia. Călătorul Paul din Alep menționează că exista în biserică un portret al ctitorului, pictat călare pe un cal alb. După cum spune tradiția, în momentul decapitării domnitorului, pe portretul său din Biserica Adormirea Maicii Domnului din Iași s-ar fi produs o fisură adâncă.
Pictura interioară actuală a bisericii este târzie, datând din 1880. Ea este în prezent foarte degradată.
Catapeteasma este confecționată din lemn de tei și are șapte metri lățime. Ea datează din 1788 și cuprinde 40 de icoane, majoritatea acestora fiind pictate în secolul al XVIII-lea. Domnitorul Miron Barnovschi a comandat câteva icoane la Moscova, dar acestea nu au mai fost trimise la Iași, deși fuseseră zugrăvite și plătite. În prezent, dintre icoanele vechi păstrate sunt cea a Mântuitorului Iisus Hristos (din 1679), a Sf. Ana (ferecată în argint), a Sf. Nicolae și a hramului (Adormirea Maicii Domnului - pictată în 1734 și ferecată în argint în 1806).

### Odoare de preț
Biserica a fost înzestrată cu odoare de preț și veșminte scumpe. Dintre acestea sunt de menționat următoarele:
- un epitaf brodat cu fire de aur și argint, lucrat de schimonahia Elisabeta (mama ctitorului). Acesta are dimensiunile de 145/190 cm; la nimbul Mântuitorului au fost cusute 361 boabe de mărgăritare și 189 „cilicuri” de aur.[6] Pe acest epitaf se află brodată cu fie de mătase următoarea inscripție în limba greacă: Io Miron Voievod cu mama lui Elisabeta; în luna lui martie 25.[21]
- o Evanghelie în limba slavonă tipărită la Vilna în secolul al XVII-lea. Această carte fusese dăruită de domnitorul Matei Basarab în 1641-1642 Mănăstirii Soveja (Dobromirna) și ferecată în argint aurit în 1647 de logofătul Nicula din Sărăcinești (județul Vâlcea), după cum atestă o însemnare în limba slavonă.
- o Evanghelie în limba greacă tipărită în 1776 și îmbrăcată în argint aurit
- un potir de argint donat de voievodul Gheorghe Duca către Mănăstirea Cetățuia din Iași în anii 1669-1670. Pe acesta se află următoarea inscripție în limba slavonă: Acest potir l-a făcut Io Duca Voievod și Doamna lui Anastasia și l-a dat sfintei mănăstiri Cetățuia în anul 7178.
- o dveră, cusută cu fir de argint, reprezentând Duminica tuturor Sfinților, cu o inscripție în limba slavonă în care apare anul 1742.[18]
- câteva candele de argint, lucrate cu măiestrie.

Ctitorul donase prin 1627-1628 și un chivot de argint care se păstrează astăzi la Mănăstirea Galata. Pe acesta se află o inscripție în limba slavonă cu următorul text: Acest chivot l-a făcut binecredinciosul și de Hristos iubitorul Domn Io Miron Barnovschi Voievod, în nou zidita sa mănăstire, unde este hramul Adormirea Prea sfintei Născătoare de Dumnezeu, în anul 7136.

### Necropolă

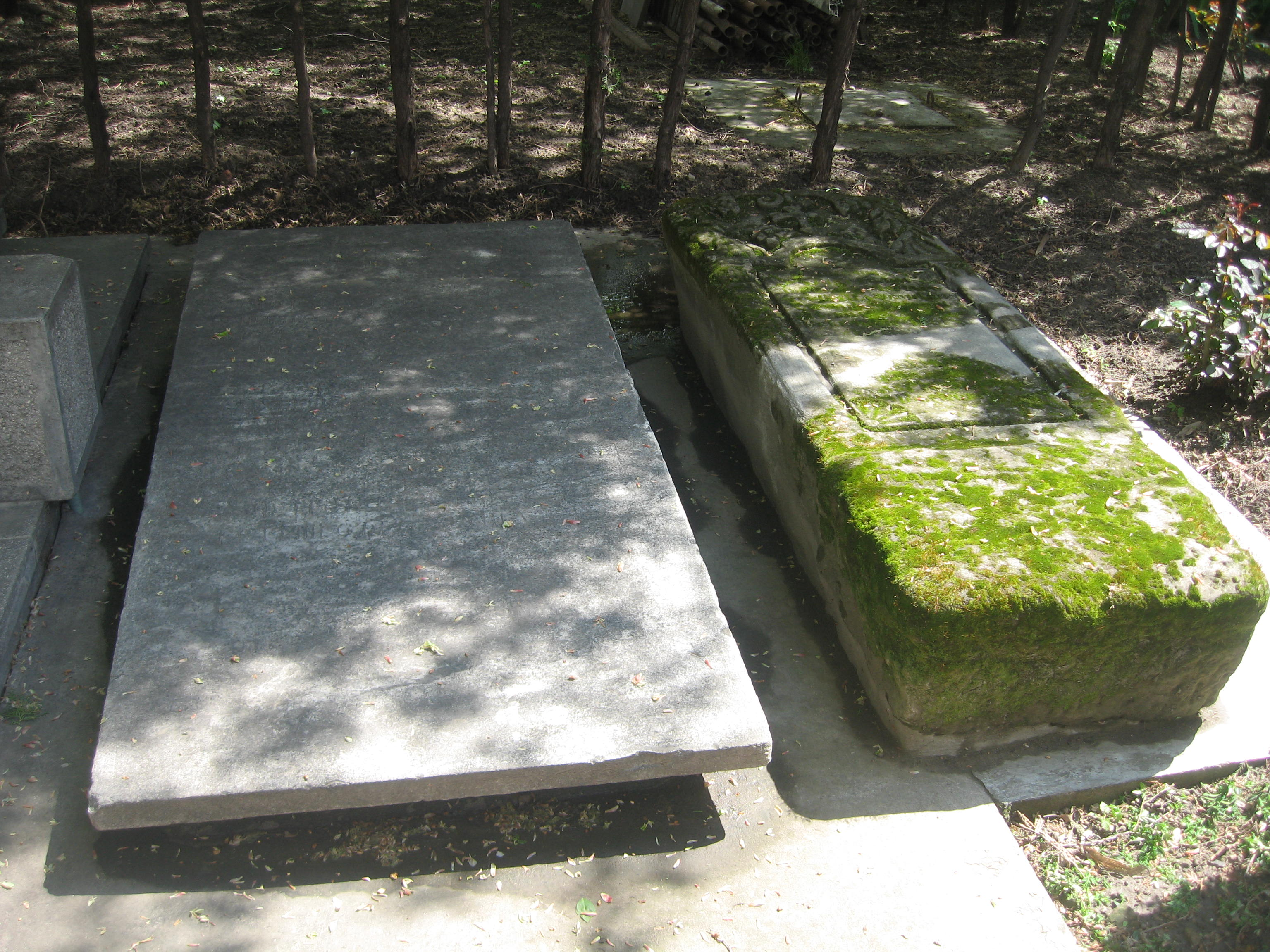
Pietre de mormânt în curtea bisericii

Arhidiaconul Paul de Alep (secretarul Patriarhului Macarie al Antiohiei) susține că domnitorul Miron Barnovschi-Movilă ar fi fost înmormântat în prima încăpere a Bisericii Adormirea Maicii Domnului, în care au fost înmormântați și mai mulți boieri (tradiția menționând pe hatmanul Velicico Costin, pe cronicarul Nicolae Costin și pe spătarul Iordache Cantacuzino). În peretele sudic al pronaosului se află o nișă boltită care a fost folosită pe post de gropniță.
Cronica lui Ion Neculce menționează înmormântarea în această biserică a marelui boier Iordache Cantacuzino (c. 1581 - 1663), fost mare vistiernic în timpul domniei lui Vasile Lupu (1631-1652), cu care era cumnat, și mare spătar în timpul domniei lui Eustratie Dabija (1662-1663), cu care era cuscru. Acesta a fost fondatorul ramurii moldovenești a Cantacuzinilor. Despre încuscrirea cu domnitorul și înmormântarea lui Iordache Cantacuzino, cronicarul Ion Neculce scrie următoarele: Având un hiiastru al său, anume Lupașco, făcut de Dabijoaie cu Buhușu, căci Dabijoaie au avutǔ și alți bărbați mai nainte, păn-a o lua Dabije, făcut-au mare nuntă în curțile domnești cu acel hiiastru al său, cu Lupașco, care acel Lupașco au agiunsu mai pe urmă și spătarǔ mare în Țara Muntenească și au luat o fată a lui Iordache vistiernicul Cantacozino. Și încuscrindu-să Dabije-vodă cu Iordachi, l-au pus spătarǔ mare, și n-au spătărit vreme multă ș-au murit Iordachi spătarul, care cu multă pofală și cu mare jele despre toți pemintenii l-au îngropat înǔ Bărnovschii, că, măcar că era grec, omǔ strein, dar era om bun; să punè tare pentru peminteni la domnie.
Printre alți boieri înmormântați în Biserica Barnovschi sunt menționați și Maria Cantacuzino (+1676?), soția marelui vistiernic Gheorghe Ursache, și Anica Bogdan (1773-1852), soția marelui logofăt Iordache Rosetti-Roznovanu.
În anul 1998, în biserică s-au efectuat o serie de săpături arheologice sub conducerea arheologului ieșean Nicolae Pușcașu, fiind descoperită, sub pardoseala din mijlocul naosului, o criptă boltită, din cărămidă, în care se afla un sicriu din lemn, unde fusese depus trupul unei persoane decapitate. Ziariștii au vehiculat ideea existenței unui blestem, argumentând că după această descoperire arheologul Nicolae Pușcașu a renunțat subit la arheologie, a fost părăsit de soție (arheologul Voica Maria Pușcașu), după care a murit subit.
Arheologul Costică Asăvoaie, cercetător științific la Institutul de Arheologie de pe lângă Academia Română, filiala Iași, a afirmat că este posibil ca osemintele descoperite să fie cele ale domnitorului Miron Barnovschi-Movilă, decapitat de turci în 1633. Dovezile care susțin ipoteza aducerii în grabă a corpului domnitorului sunt greu de combătut. Cadavrul acestuia a fost descărnat. În mormânt, s-a găsit o monedă poloneză, aflată în circulație în anul morții sale, 1626. De asemenea, tunica brodată în aur, găsită deasupra oaselor răvășite, provine din aceeași perioadă, a susținut el.
Arheologul Costică Asăvoaie a afirmat că lucrarea de amenajare a mormântului pare a fi făcută în grabă, de mântuială, sub presiunea timpului. În mormânt s-a găsit o veche lumânare din ceară care indică faptul că s-a ținut o slujbă religioasă. Poziționarea mormântului în partea centrală a bisericii arată că acolo a fost înmormântată o persoană importantă. Osemintele, fără craniu, erau acoperite de o tunică din stofă de mătase, brodată în fir de aur și argint. Persoana decedată fusese înmormântată acolo în prima jumătate a secolului al XVII-lea, acest lucru fiind demonstrat de prezența în mormânt a unei monede poloneze din 1626.
Osemintele rezultate în urma săpăturilor arheologice din biserică, din jurul lăcașului de cult și la fundațiile blocurilor din fața bisericii au fost înhumate în anul 2011 de către preotul paroh Dumitru Nechifor în curtea bisericii, la sud de lăcașul de cult, deasupra acestui loc fiind înălțată o cruce din beton și marmură. La baza crucii se află următoarea inscripție: În acest loc sunt înhumate osemintele rezultate în urma săpăturilor arheologice executate în biserică, împrejurul bisericii și la fundațiile blocurilor din fața bisericii, în timpul pr. paroh Nechifor Dumitru. Anul 2011.
Lângă cruce se află trei pietre funerare vechi cu inscripții cu caractere chirilice, greu lizibile. Pe una din lespezi se află următoarea inscripție: Supt aciastă piatră odihnește robul lui Dumnezău Pandeli (...) ce sau săvărșit din viață la 1850 mart. fiind în vrăstă de 100 ani (...) lăngă soție odihnesc ai săi fii Iancu și Panaioti (...) iar acești să roagă Dumnezău săi erti și săi odihnească.

## Alte construcții din ansamblul mănăstirii

### Turnul-clopotniță

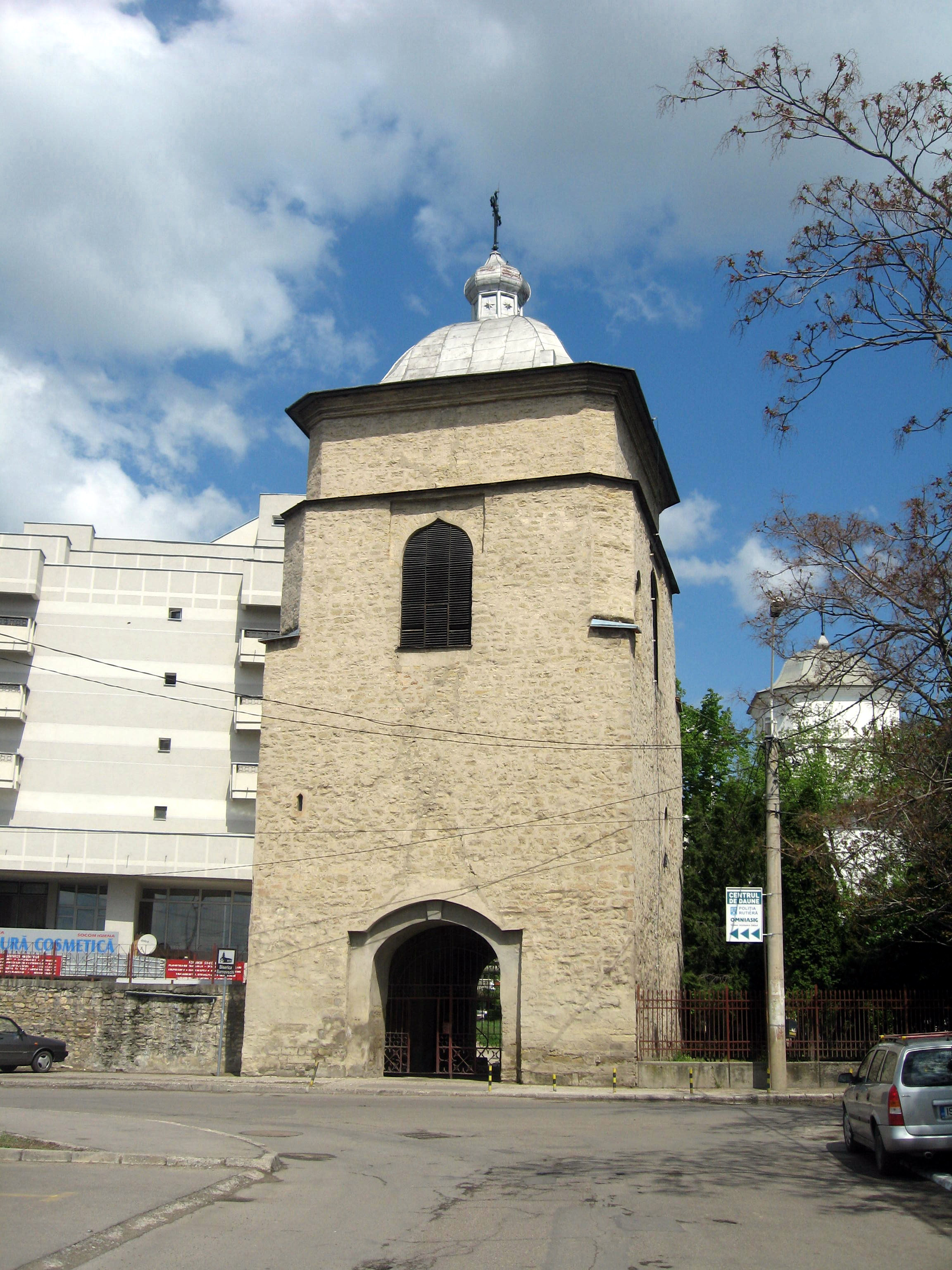
Turnul clopotniță

Inițial mănăstirea Barnovschi era înconjurată de zid, acesta fiind demolat într-o anumită perioadă a istoriei ansamblului monahal. În partea de sud a incintei mănăstirești, la o distanță de 50 m de biserică, se află un turn-clopotniță datând din secolul al XVII-lea. Turnul este construit din blocuri masive de piatră fasonată și are o bază pătrată, având o suprafață de aproape 100 de metri pătrați. La parter este o intrare boltită, pe unde se intra în incinta mănăstirii. Deasupra parterului se află două etaje boltite, o scară și o tainiță, tăiate în grosimea zidurilor.
Turnul nu a suferit lucrări de reparații care să-i altereze forma din secolul al XVII-lea. Deasupra intrării boltite se află o tainiță unde erau ascunse odoarele mănăstirești în timpul invaziilor străine asupra Moldovei. În zid a fost săpată o scară în spirală, ce duce spre camera clopotelor. De la primul nivel al camerei clopotelor, turnul se îngustează, iar muchiile sale se lărgesc. Clopotnița este acoperită cu tablă zincată.
În camera clopotelor se află trei clopote, dintre care două au fost donate de ctitor. Clopotul mare are 400 kg, cel mijlociu 300 kg și cel mic 70 kg. Clopotul mare a fost turnat în 1628 la Liov, după cum atestă inscripția în limba slavonă: Binecredinciosul și iubitorul de Hristos Io Miron Barnovschi Voievod, din mila lui Dumnezeu Domnul Țării Moldovei, au făcut acest clopot în mănăstirea sa din nou zidită, unde este hramul Adormirea Prea sfintei Născătoare de Dumnezeu, în târgul Iașilor, la anul de la nașterea lui Hristos 1628. Pe marginea de jos este o altă inscripție în limba latină, în care se spune că a fost confecționat de Georgius Frank Leopoli: Auzit-am din biserica cea sfântă a sa glasul meu și strigarea mea înaintea lui va intra în urechile lui. Psalmul 17. Cu ajutorul dumnezeesc m-a turnat Gergius Frank Leopoli în anul Domnului 1628 g(henar). Clopotul cel mic, de 70 kg, are o inscripție în limba română cu caractere chirilice în care se spune că a fost turnat în 1715 întru pomenirea lui Miron Barnovschi Voievod: Lăudați pre Dumnezeu în glas de trâmbiță. Acest clopot (s-a turnat) întru pomenirea lui Io Miron Barnovschi Voievod. Leat 7223.

### Ruinele chiliilor și ale casei egumenești

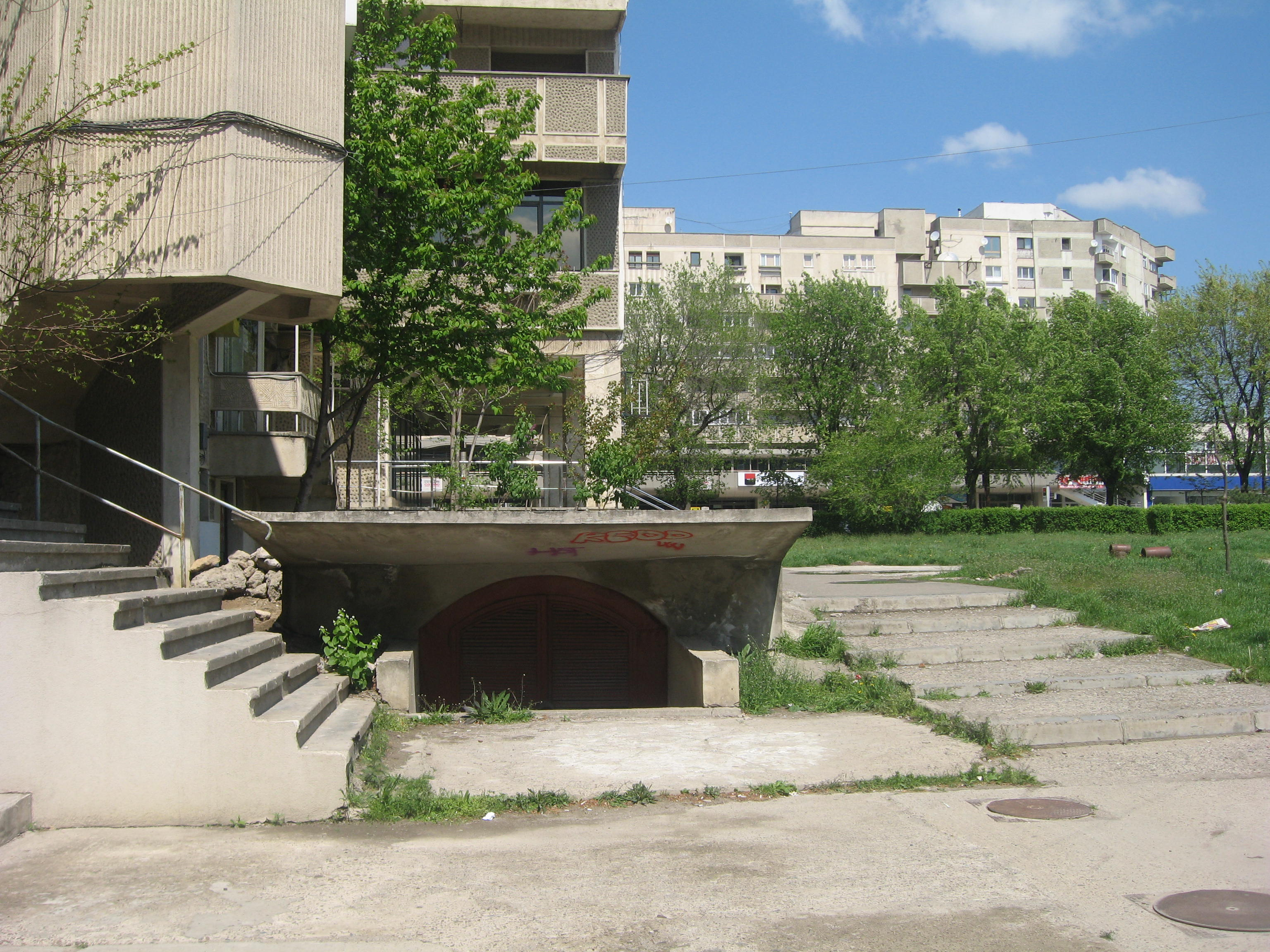
Pivnița aflată sub fosta casă egumenească

Funcționând anterior ca mănăstire, în incintă au fost construite chilii, case egumenești, beciuri și alte anexe utile pentru călugări și pentru oaspeții înalți care vizitau Iașul. Clădirile inițiale din secolul al XVII-lea s-au deteriorat în timp și au fost refăcute în anul 1786 de arhimandritul Iacov. În aceste chilii a funcționat și o școală domnească în limba greacă, pentru copii marilor familii boierești. Nemaifiind întreținute după secularizarea averilor mănăstirești (1863) și plecarea călugărilor greci, casele egumenești, chiliile și celelalte anexe au început să se deterioreze.
La începutul secolului al XX-lea, toate construcțiile anexe ale bisericii, cu excepția turnului-clopotniță, erau deja în ruină. Casa egumenească nu mai exista, rămânând acolo doar o pivniță adâncă.
Cu timpul, construcțiile din incinta fostei mănăstiri s-au deteriorat și mai mult, clădirile anexe fiind demolate prin Planul de sistematizare a Centrului Civic al Iașului, din anul 1983. Au scăpat de buldozerele regimului comunist biserica, turnul-clopotniță și un beci lipit de acesta. Pe locul acestora au fost construite blocuri și un parc.
În prezent, din construcțiile anexe mai există doar câteva ruine ale nivelului inferior al unor chilii lipite de turnul de la intrare, precum și o pivniță adâncă aflată sub fosta casă egumenească. Aflat lângă intrarea într-un bloc nou-construit, beciul are intrarea închisă.

## Imagini

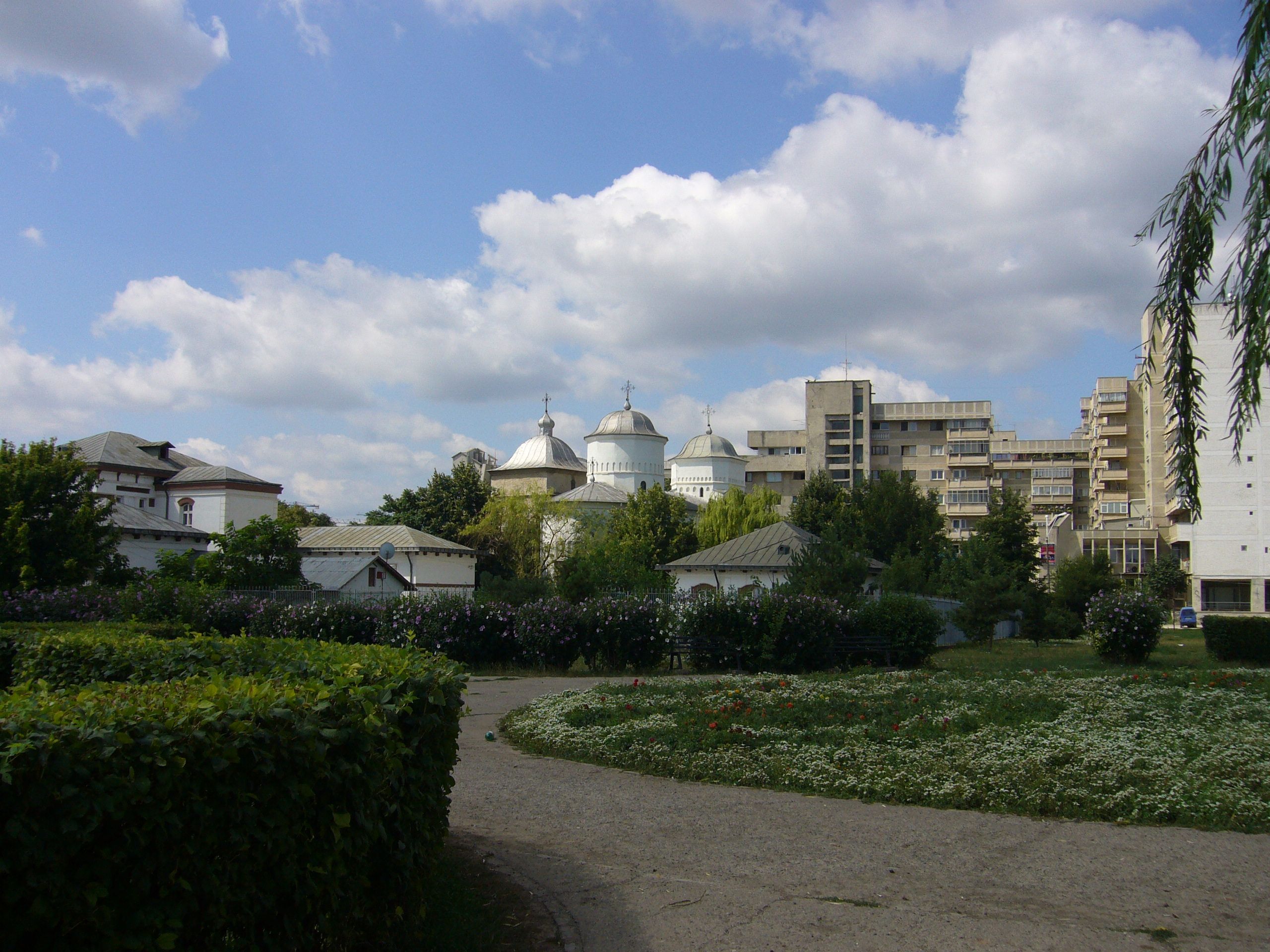
Vedere a ansamblului bisericii dinspre est
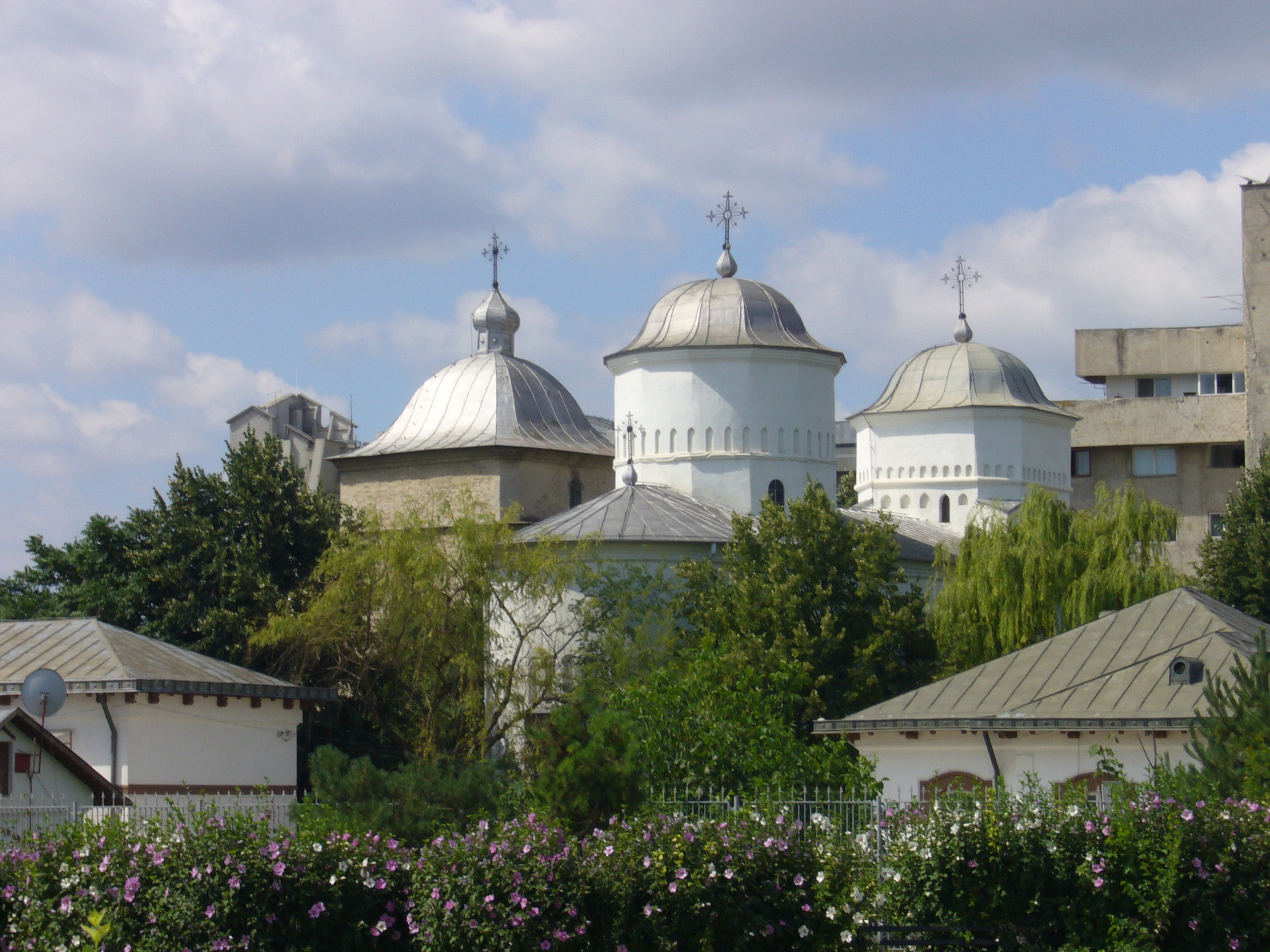
Turlele bisericii văzute dinspre est
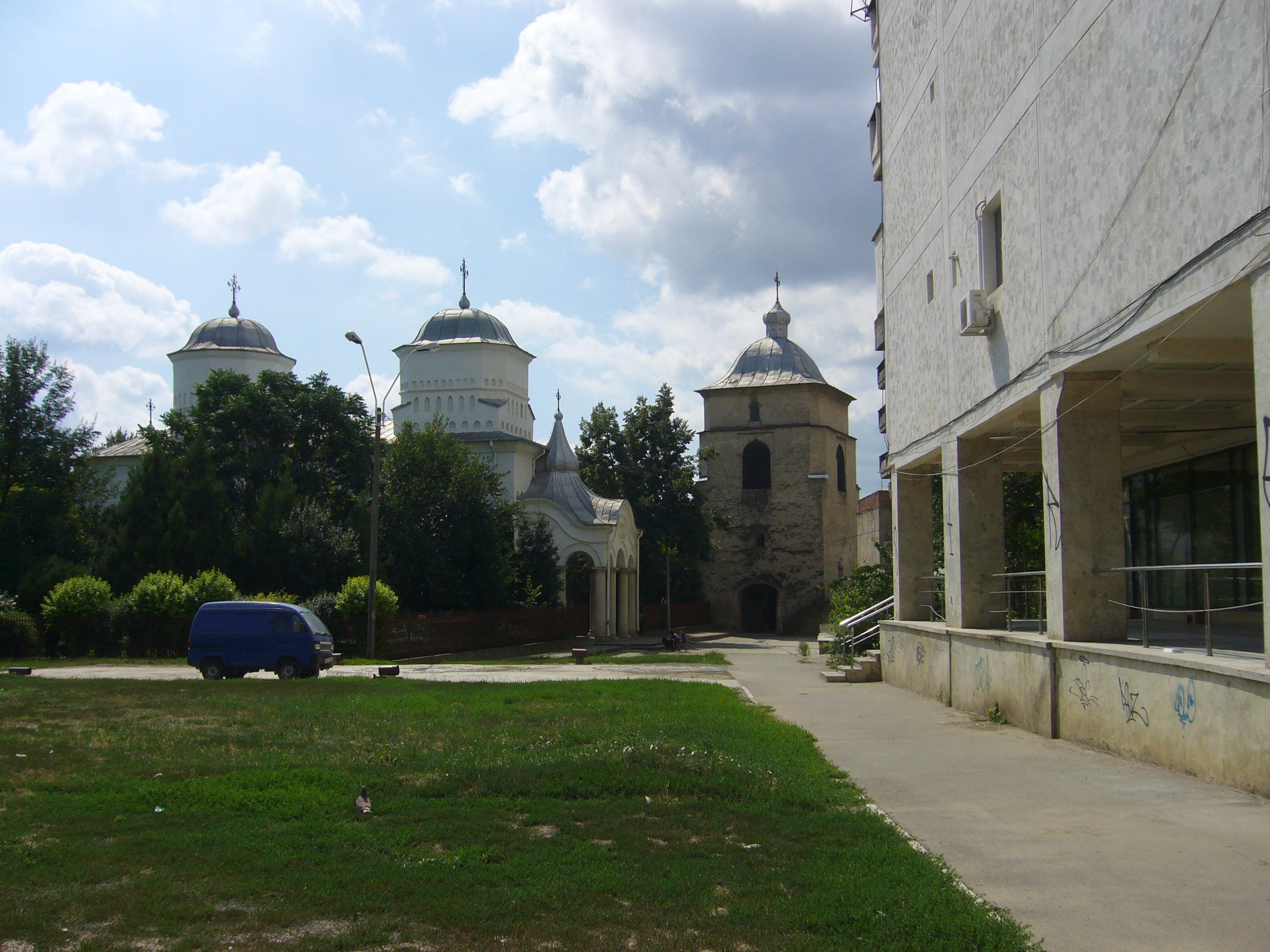
Ansamblul bisericii văzut dinspre nord
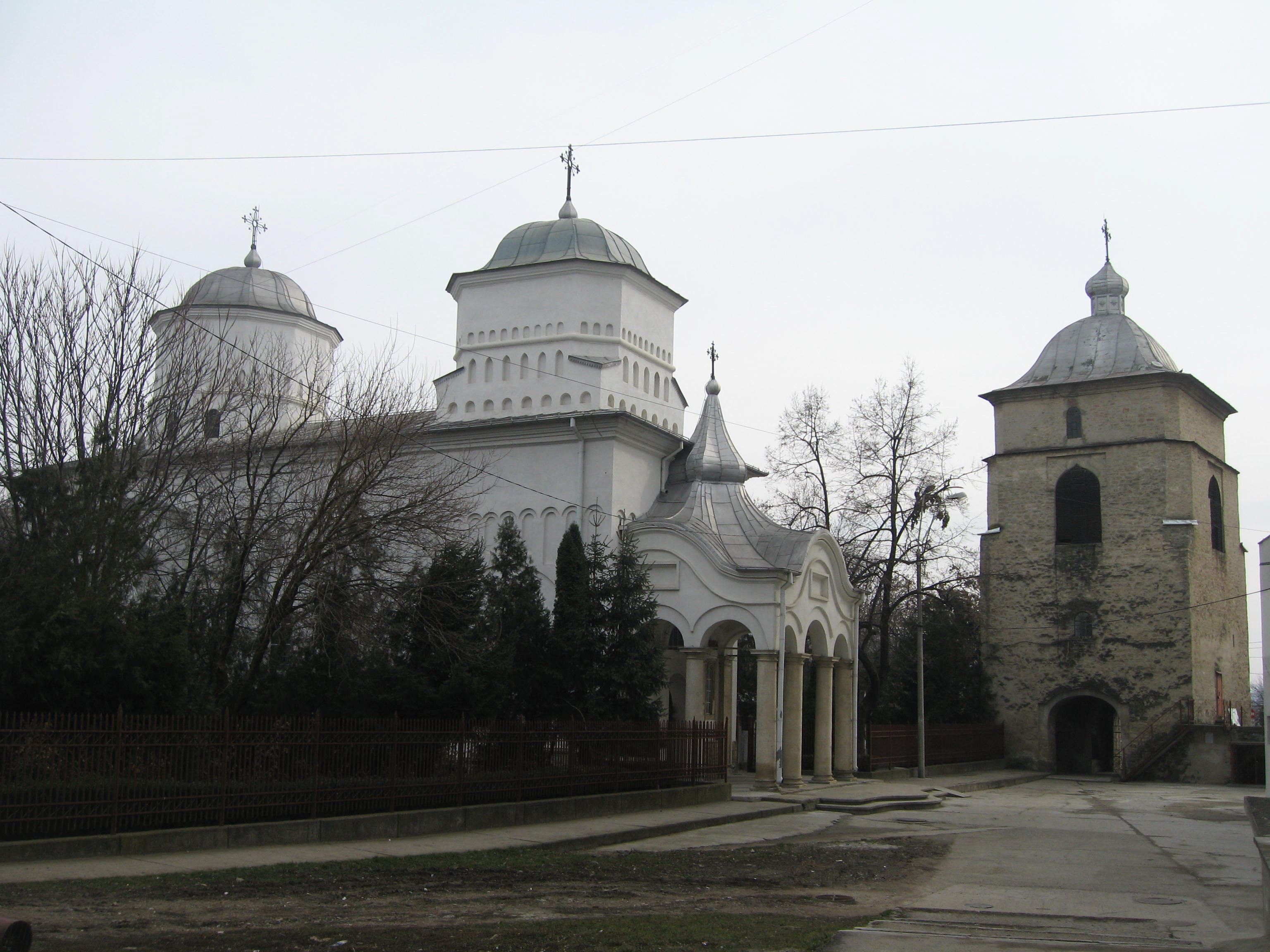
Biserica Barnovschi și turnul clopotniță
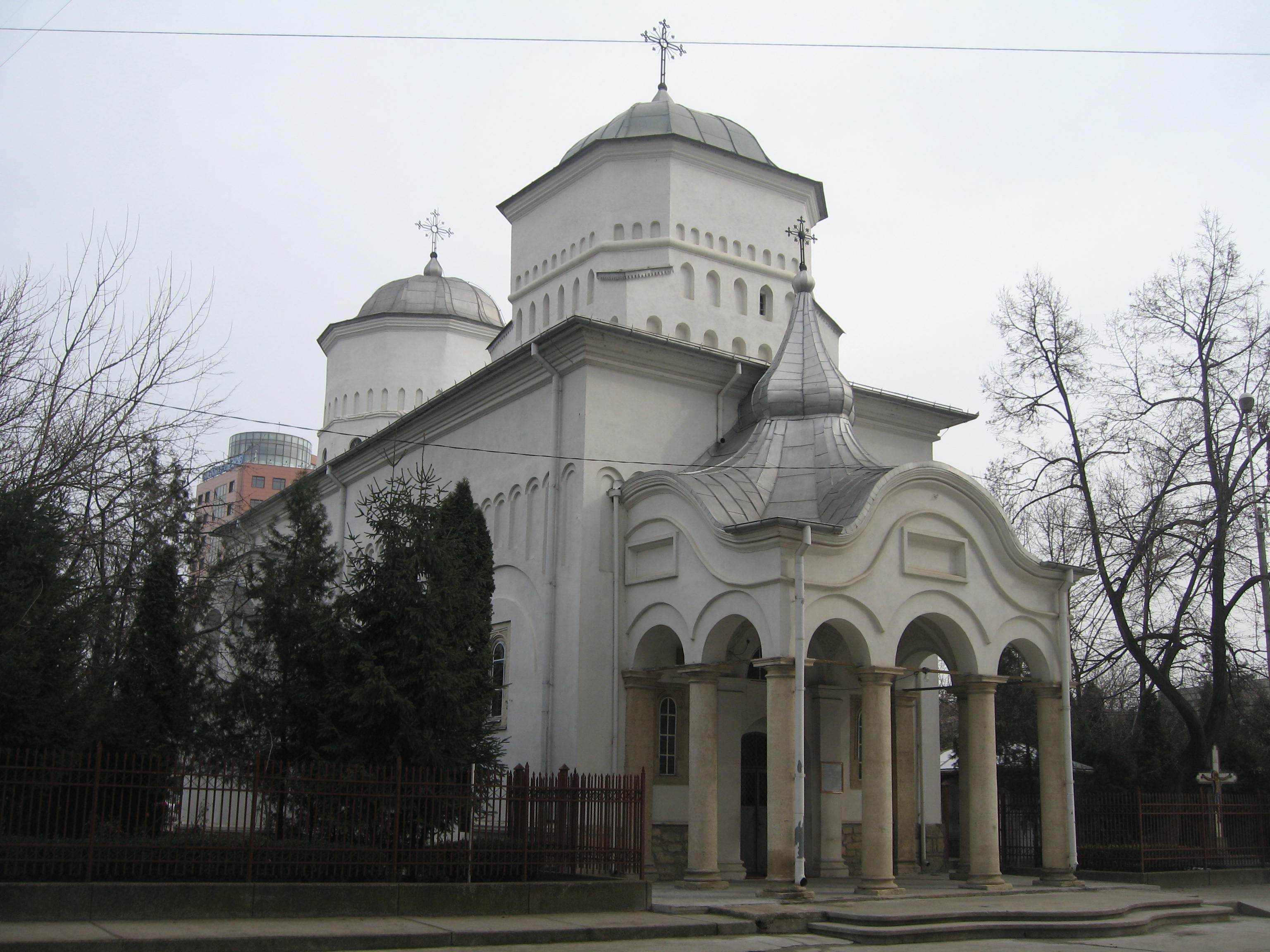
Biserica văzută dinspre nord-vest
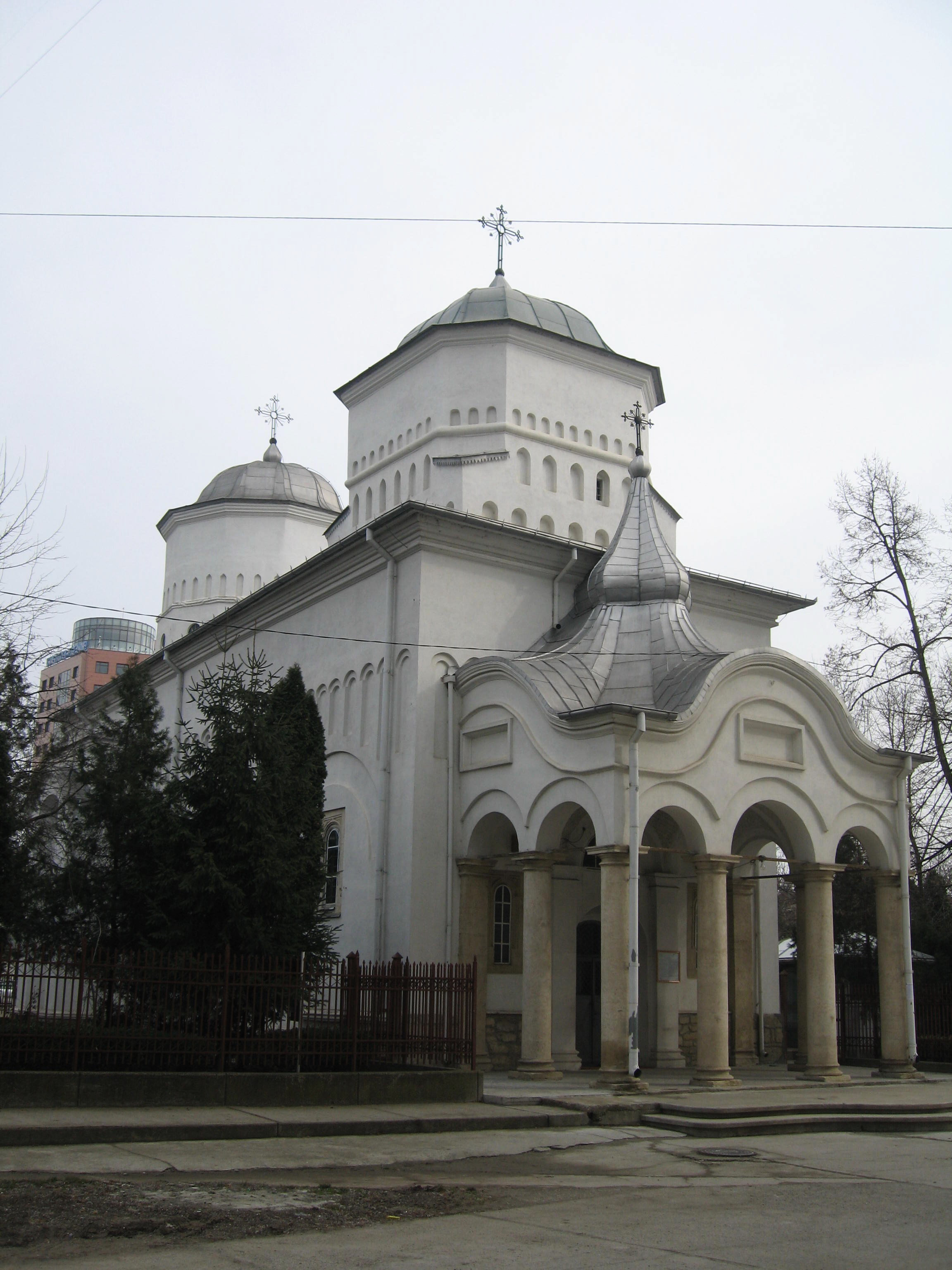
Biserica Barnovschi
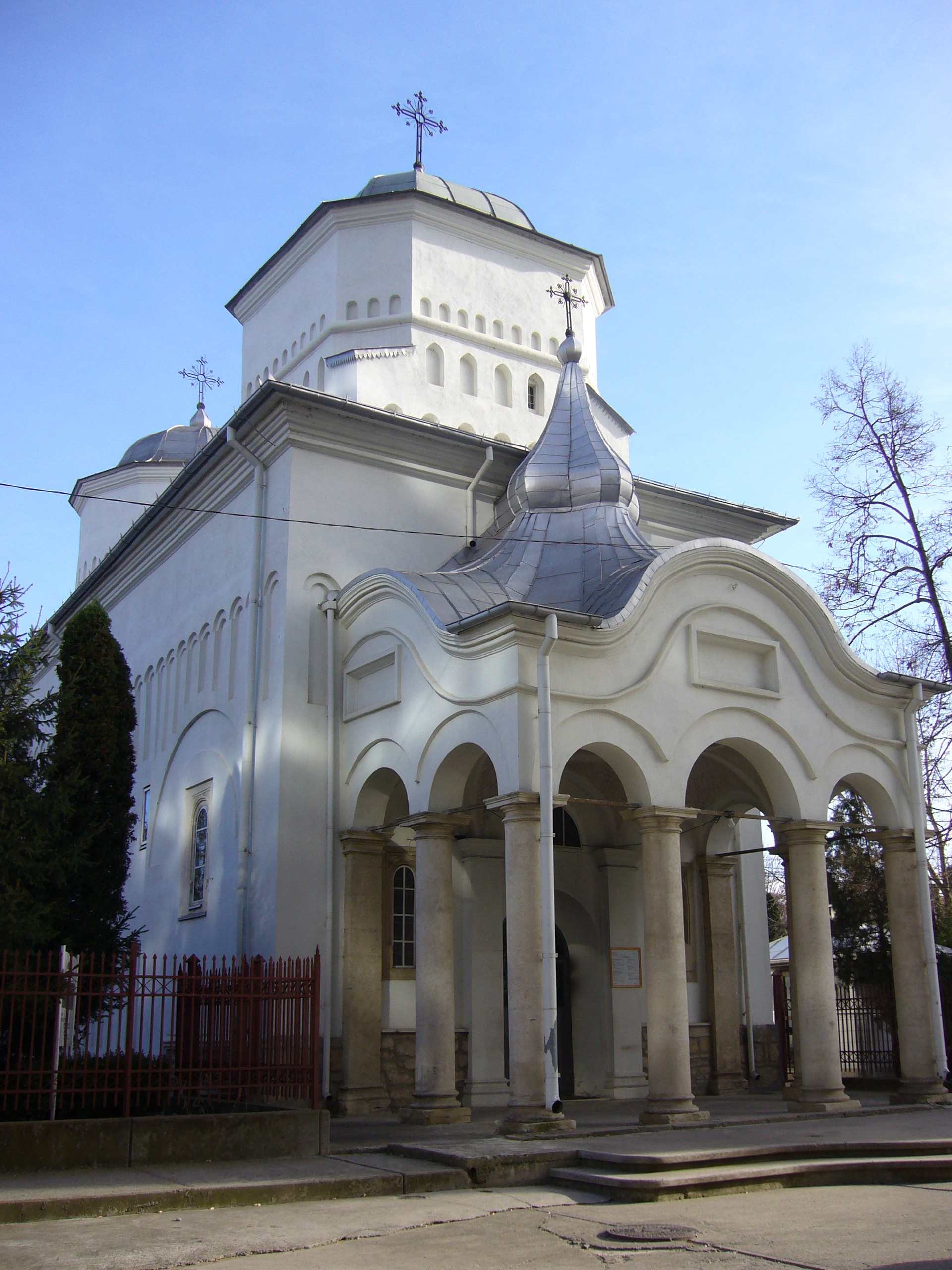
Pridvorul deschis al bisericii
Biserica Barnovschi
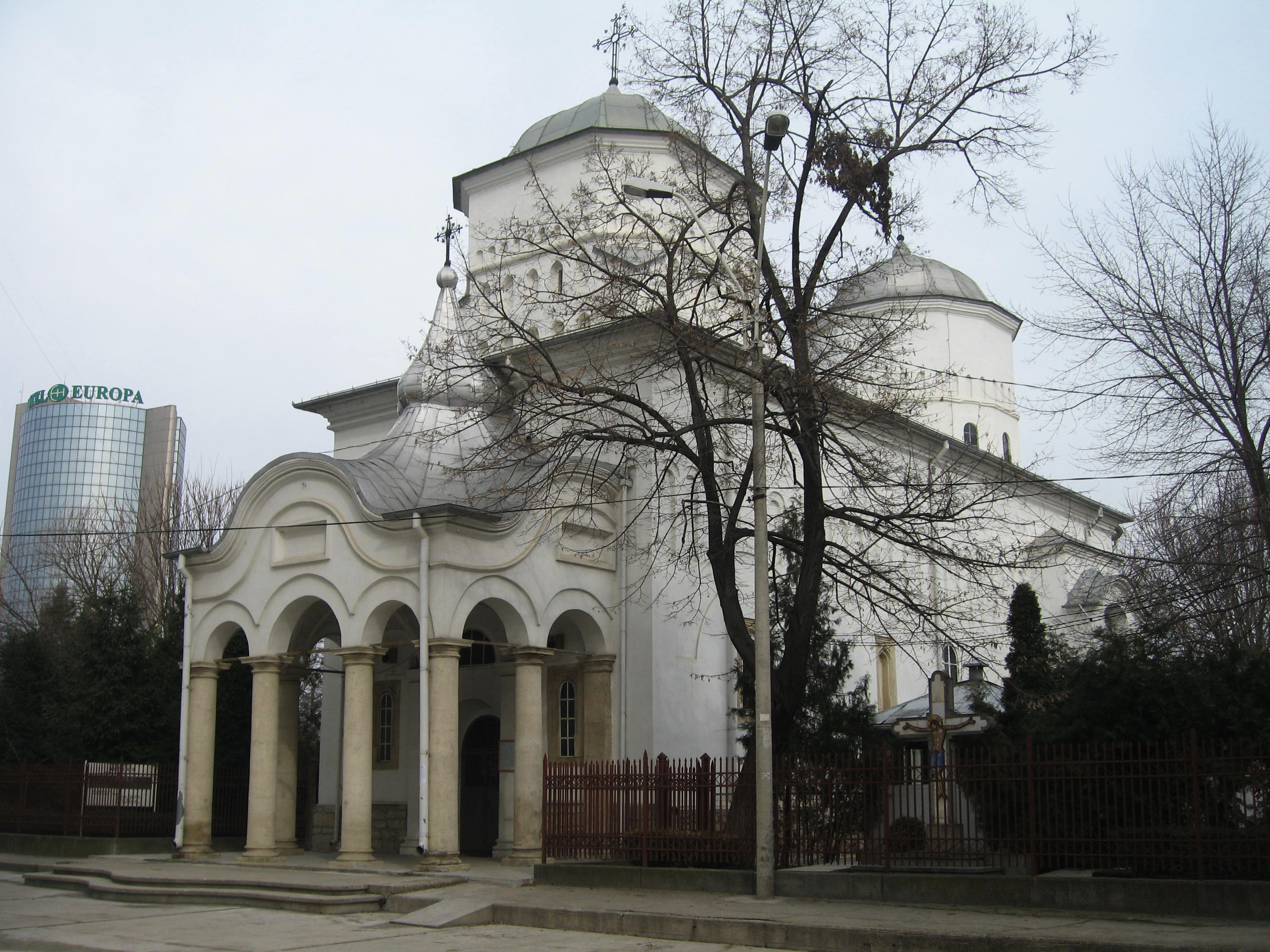
Biserica văzută dinspre sud-vest
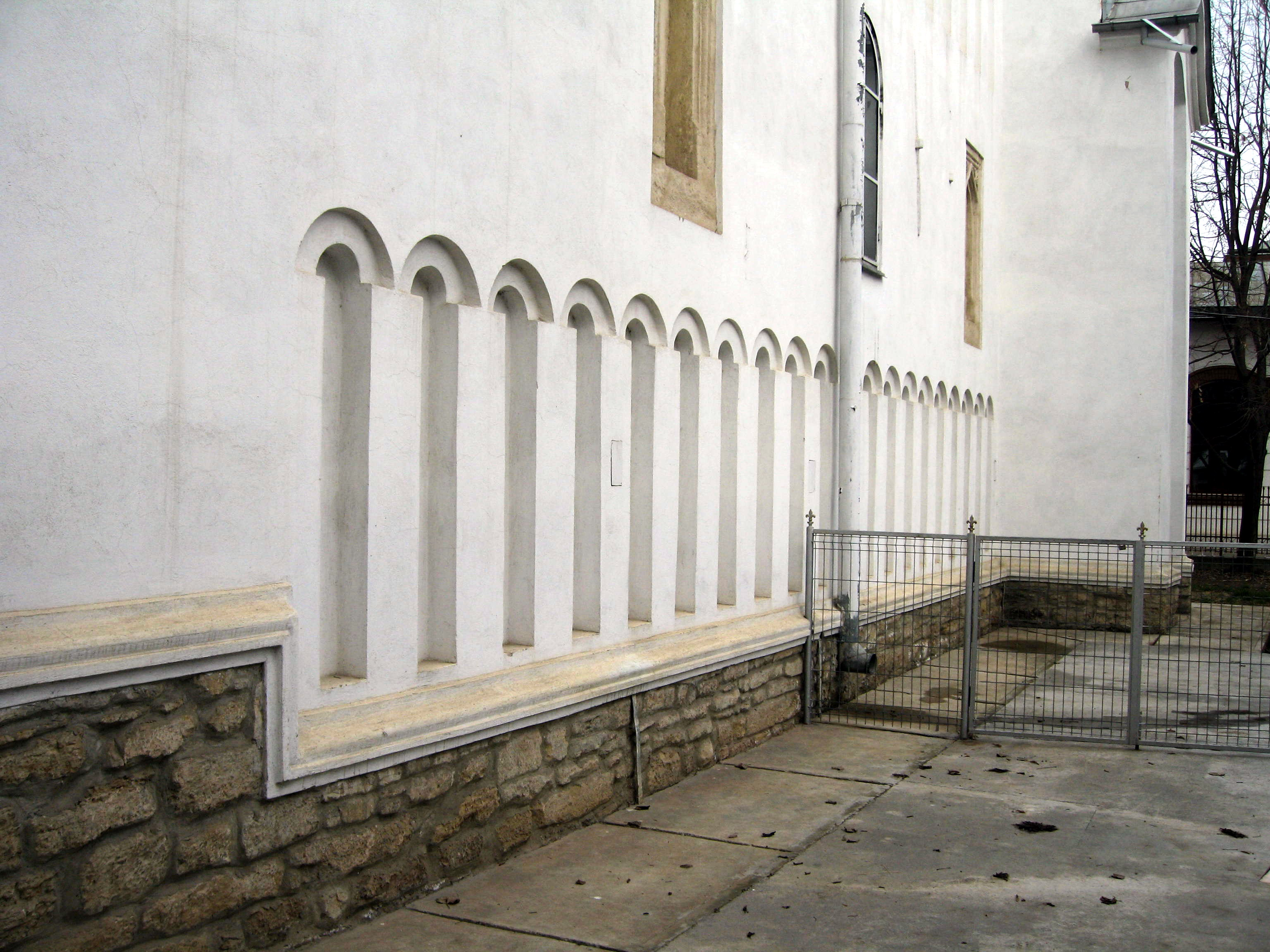
Pereții bisericii
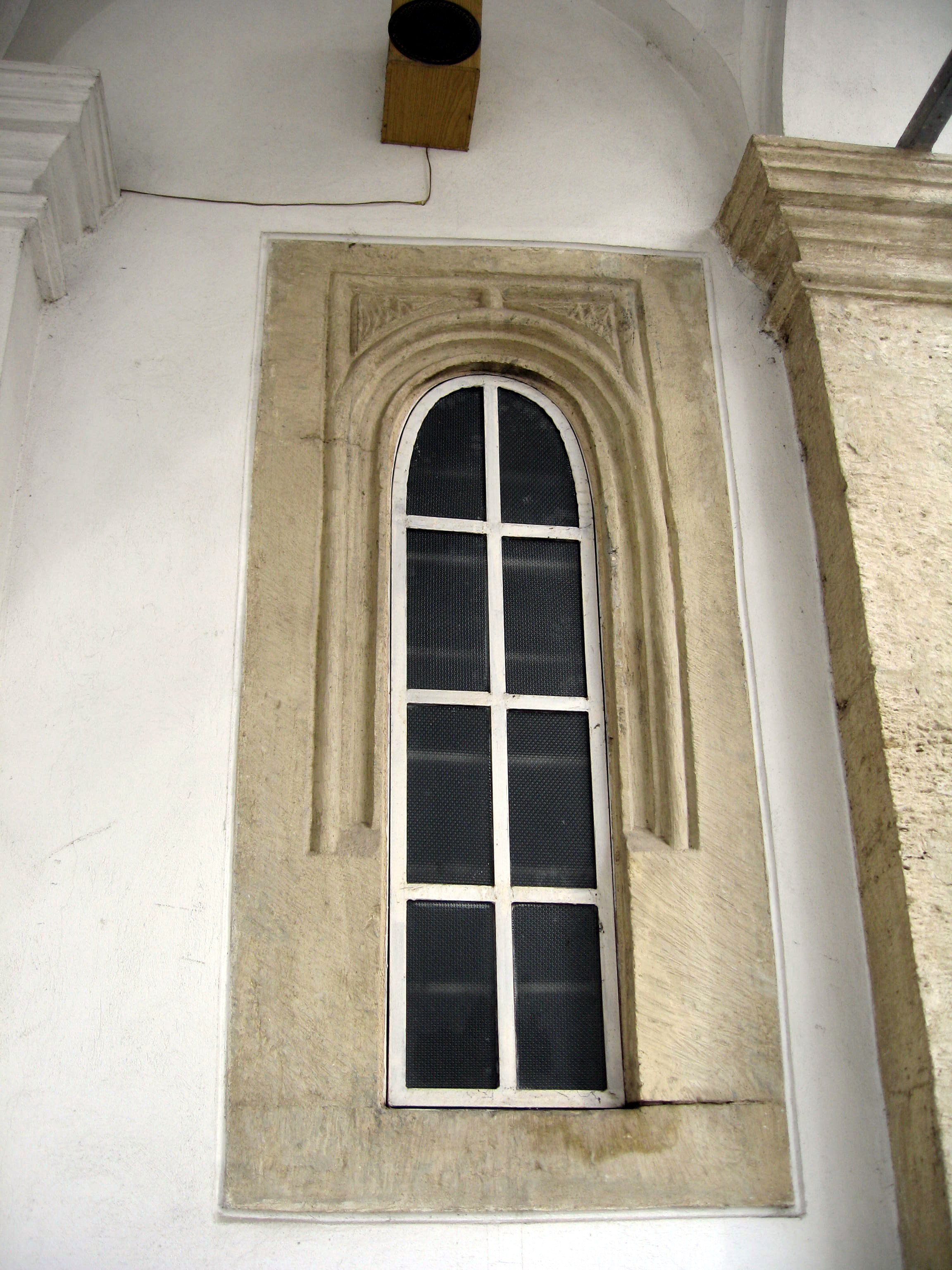
Fereastră
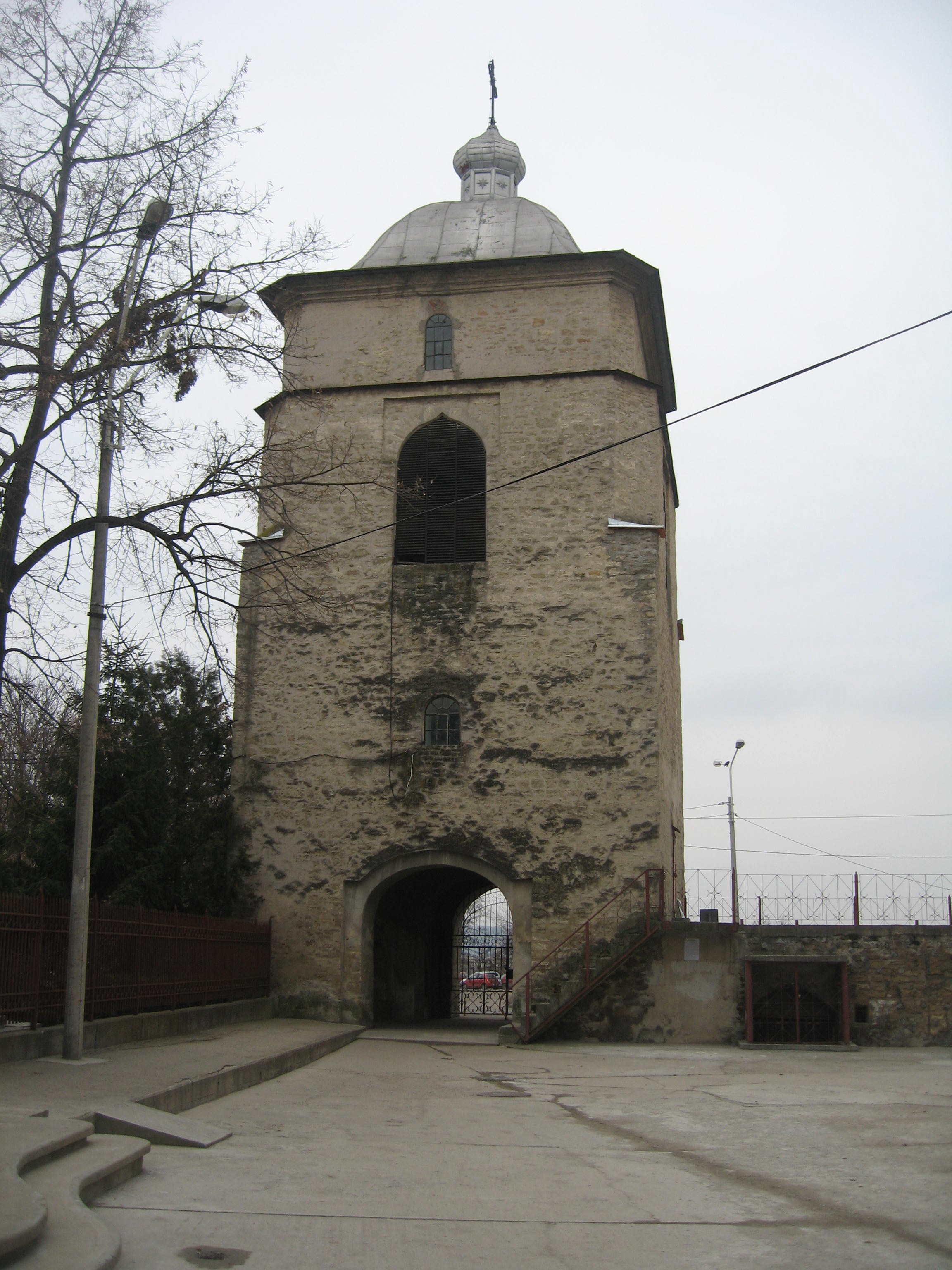
Turnul clopotniță văzut dinspre biserică
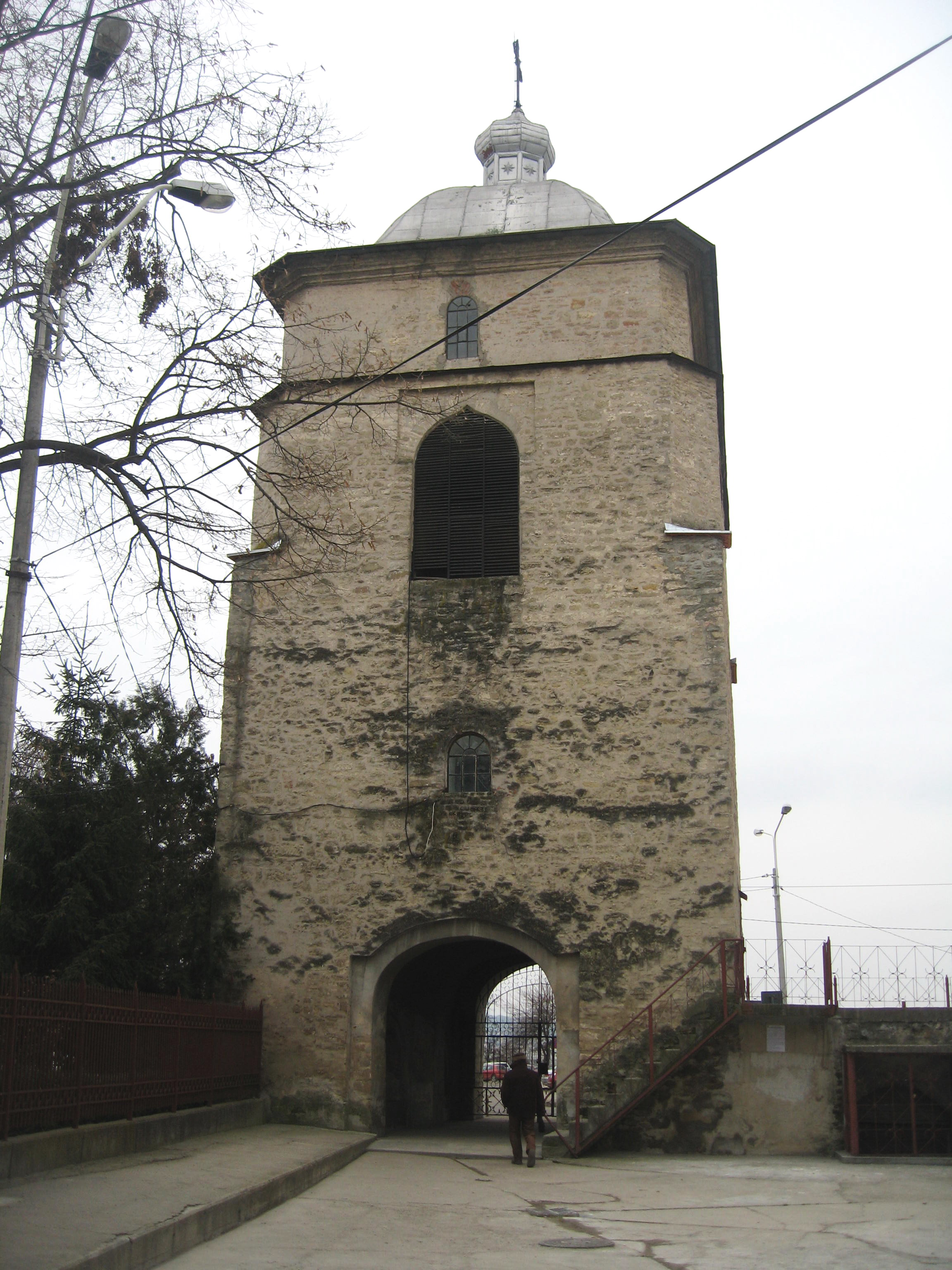
Turnul clopotniță văzut dinspre biserică
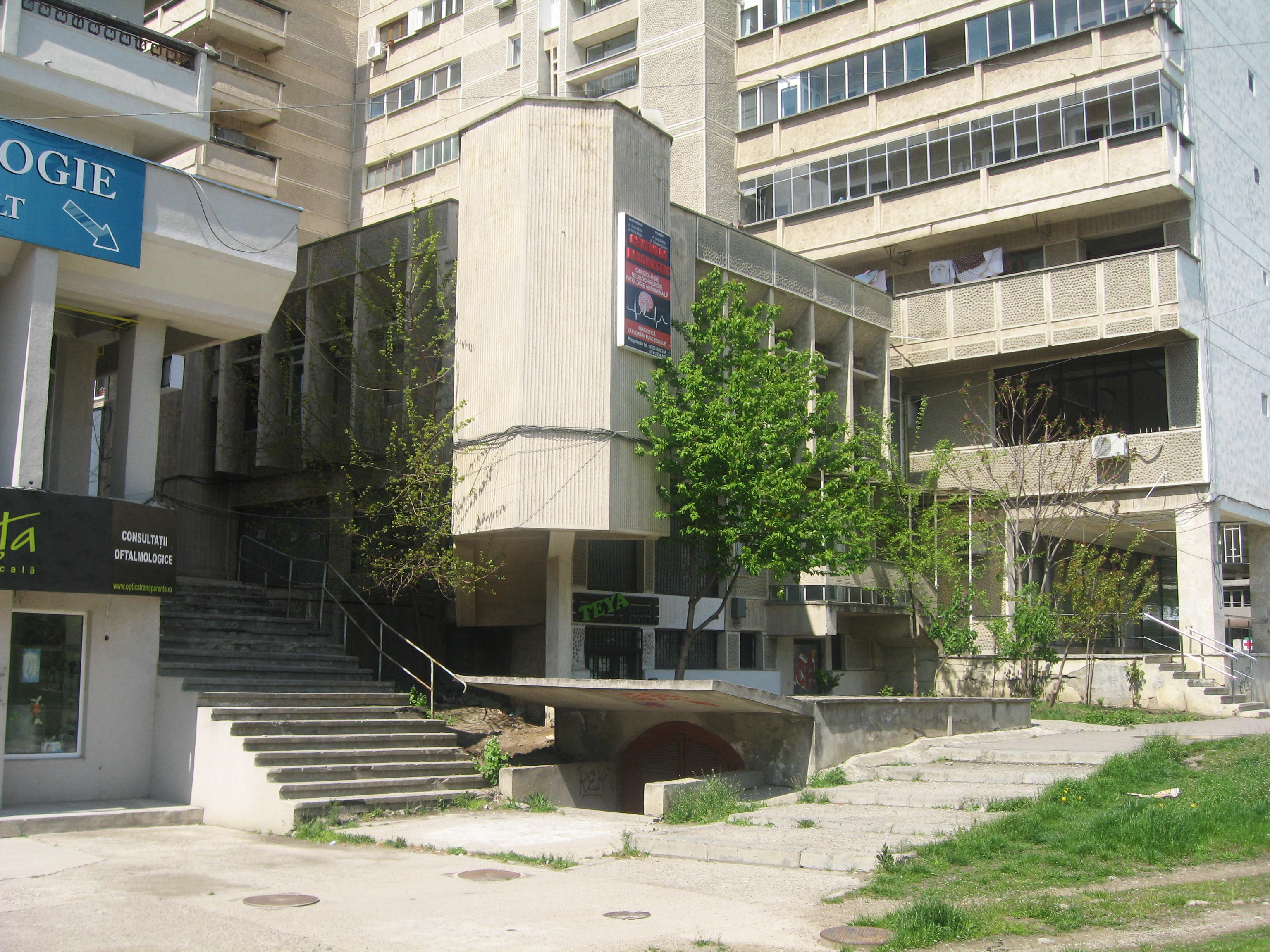
Beciurile casei egumenești
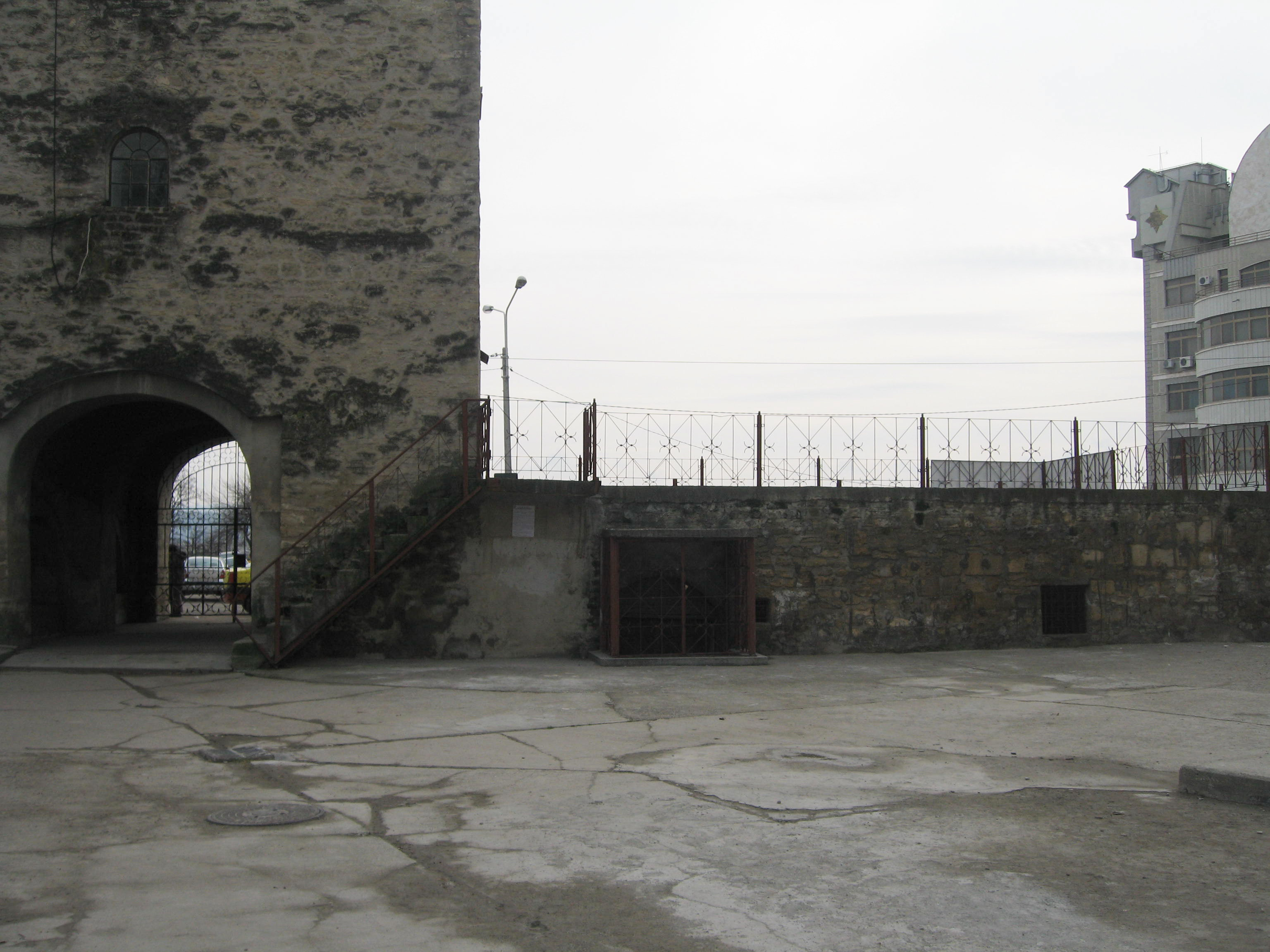
Ruine de chilii
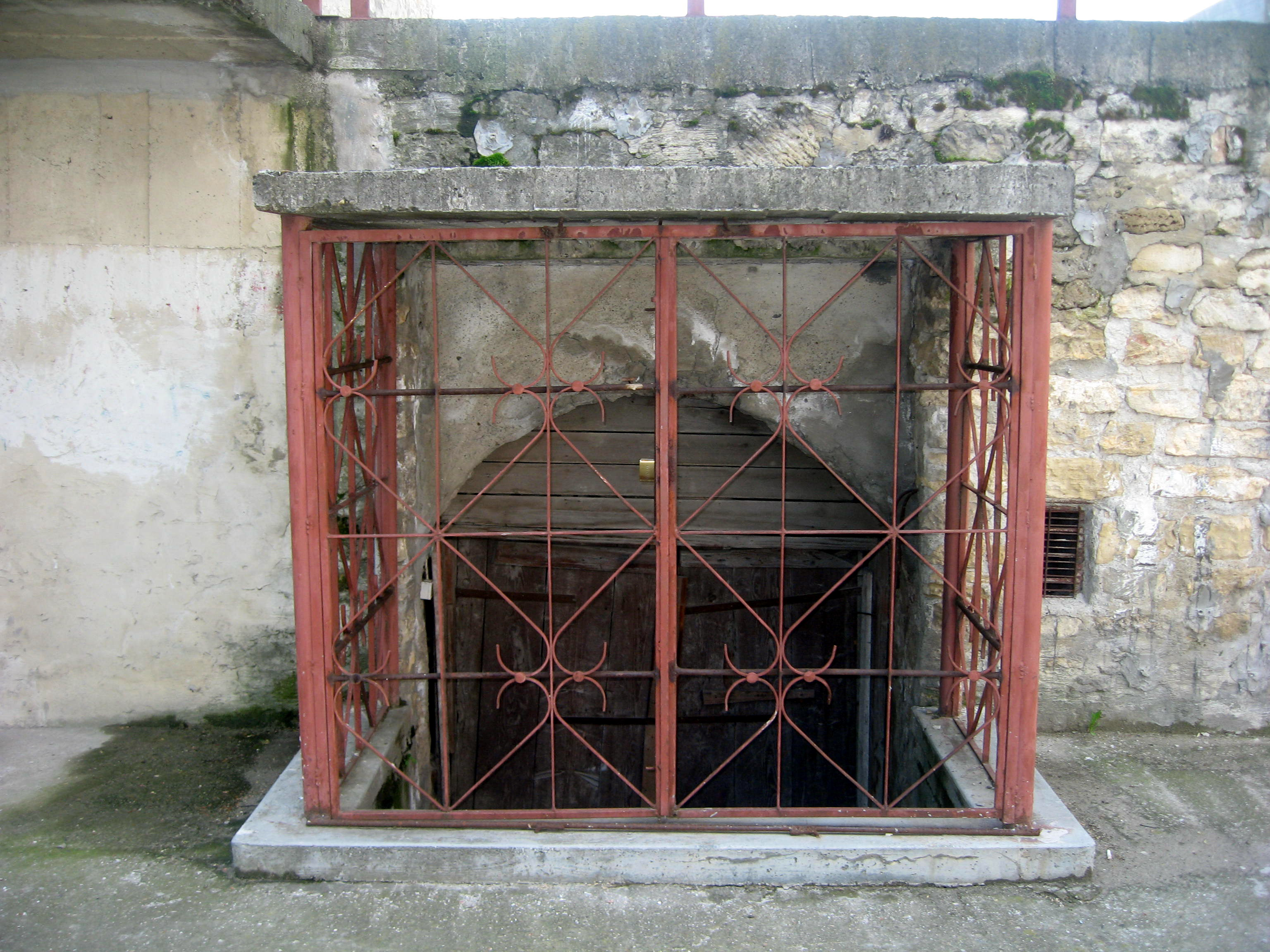
Beciuri ale corpului de chilii
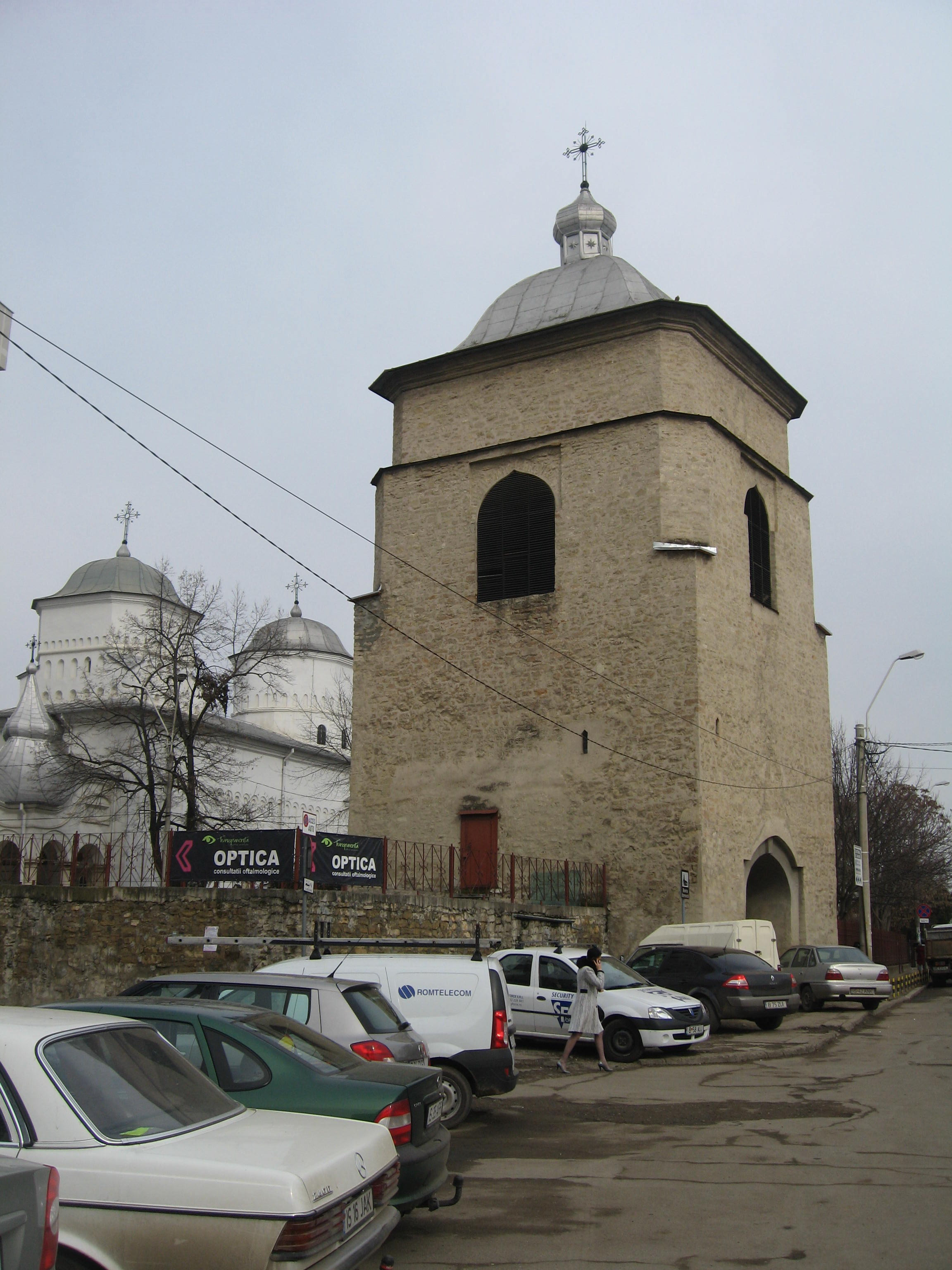
Turnul clopotniță
Turnul clopotniță al Bisericii Barnovschi
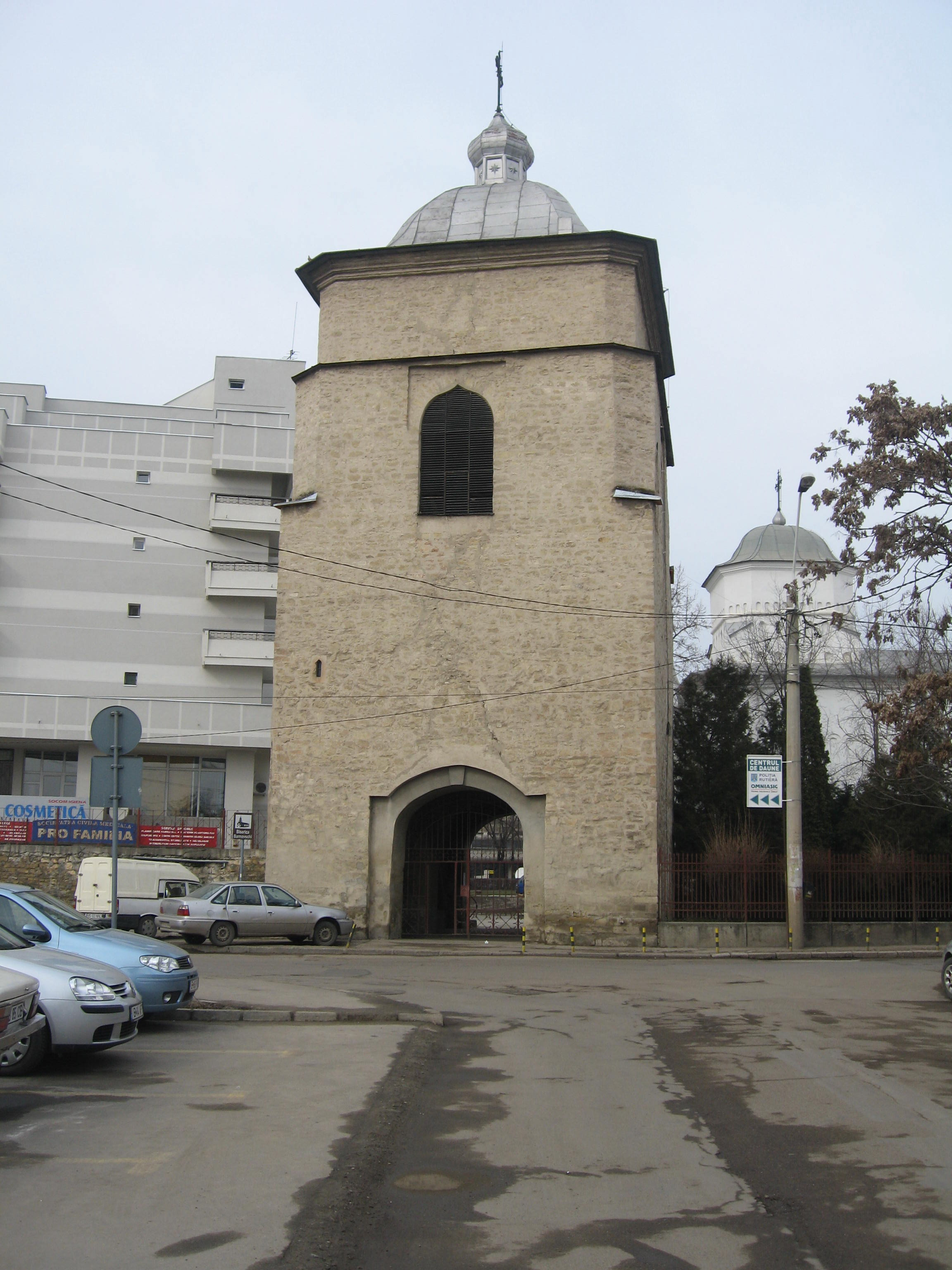
Turnul clopotniță
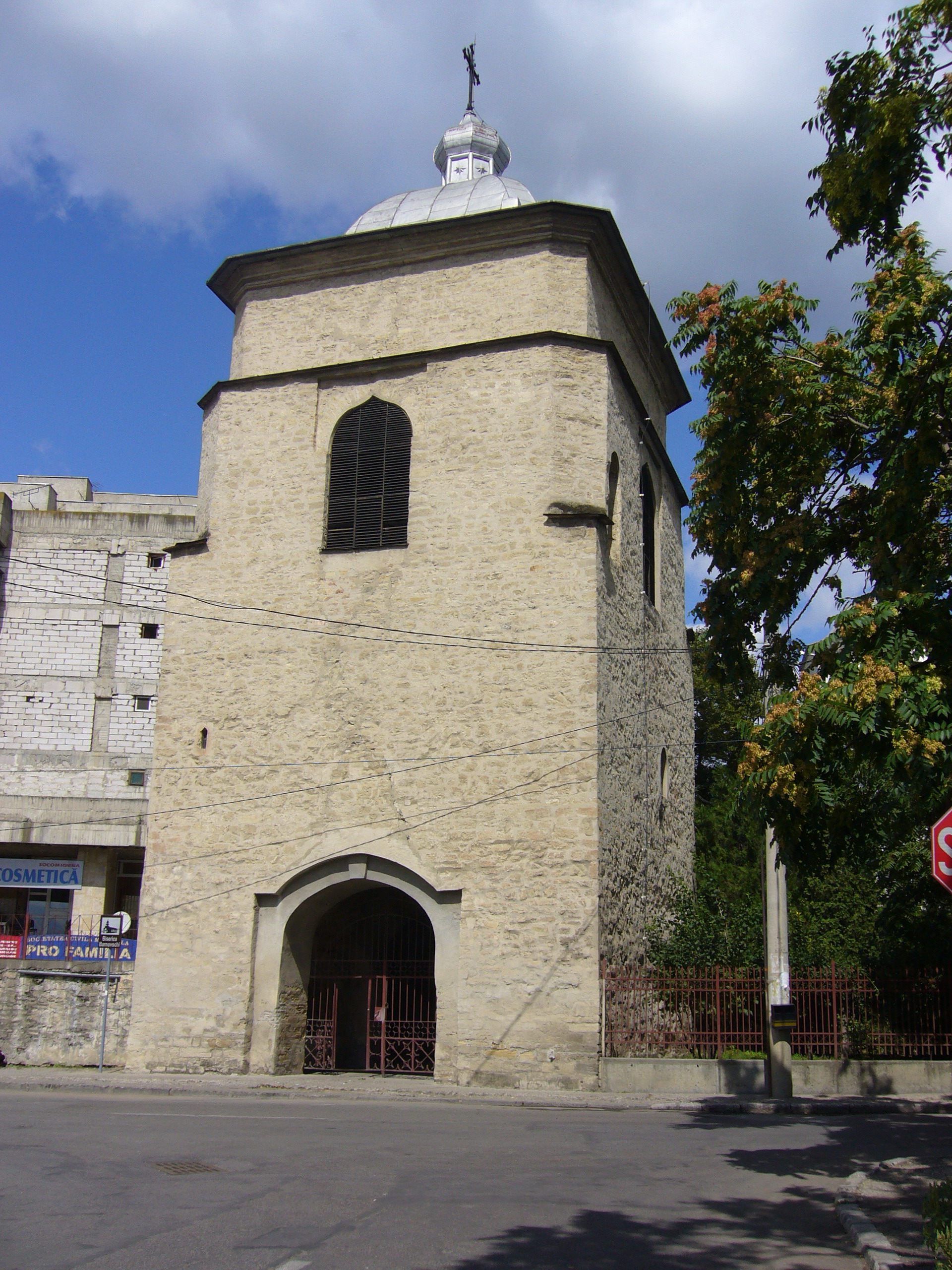
Turnul clopotniță